# 오스트리아
오스트리아 공화국(독일어: Republik Österreich 레푸블리크 외스터라이히[republiːk øːstɐraiç][*]), 줄여서 오스트리아(독일어: Österreich 외스터라이히[øːstɐraiç][*])는 중앙유럽 알프스산맥에 있는 내륙국이다. 9개의 연방주로 이루어져 있으며, 수도이자 최대 도시는 빈이다. 북서쪽으로는 독일이 있고, 북쪽에는 체코 공화국, 북동쪽에는 슬로바키아, 동쪽에는 헝가리가 있으며, 남쪽에는 슬로베니아와 이탈리아, 서쪽에는 스위스와 리히텐슈타인이 있다. 오스트리아의 면적은 83,879 km2이며, 인구는 약 9백만 명 정도이다. 공식 언어는 독일어이나, 실제로 국민들은 여러 종류의 방언들을 사용한다.
오스트리아는 976년 경 변경백국으로 처음 등장하였으며, 이후 오스트리아 공국, 오스트리아 대공국으로 발전하였다. 16세기에 오스트리아는 역사상 가장 강력했던 왕가들 중 하나인 합스부르크 가문의 본거지로 자리잡으며 점차 세계적으로 영향력을 끼쳤고, 신성로마제국의 중심지로 발전하면서 국력을 꾸준하게 키워나갔다. 19세기 초에 이르자 오스트리아 제국이 세워졌으며, 독일 연방의 주도국으로 자리매김하였으나, 프로이센-오스트리아 전쟁에서 패배하면서 독자 노선을 걷기 시작하였다. 1867년에는 헝가리와 동군연합을 통하여 오스트리아-헝가리 제국을 세웠다.
오스트리아는 사라예보 사건에서 페르디난드 대공이 암살당한 직후, 프란츠 요제프 1세의 시기에 제1차 세계대전에 참전하였다. 그러나 결국 오스트리아는 전쟁에서 패배하였고, 전후에는 제정이 폐지되고 공화국이 들어섰다. 처음에는 독일계 오스트리아 공화국을 세우려 하였으나, 승전국들은 이를 인정하지 않았고 결국 1919년에 세워진 오스트리아 제1공화국이 공식적인 오스트리아-헝가리 제국의 계승국으로 인정받았다. 1938년에 오스트리아 출신의 아돌프 히틀러가 독일의 지도자가 되었고, 얼마 지나지 않아 오스트리아를 나치 독일에 합병하였다. 1945년에 나치가 패망한 이후에는 오스트리아도 잠시 동안 연합국의 지배를 받았으며, 곧 오스트리아 제2공화국이 세워져 주권국이 되어 지금에 이르고 있다.
오스트리아는 의회민주주의를 채택하고 있으며, 직접선거를 통하여 선출된 대통령이 국가원수이며, 총리가 행정부의 수반이다. 오스트리아의 주요 도심지에는 빈, 그랏츠, 린츠, 잘츠부르크, 인스부르크 등이 있다. 오스트리아는 1인당 GDP로 세계 20위 안에 늘 들 정도로 부유한 소규모 국가이며, 삶의 질도 굉장히 높은 수준이며 인간개발지수도 세계에서 20위를 차지한 바 있다. 또한 수도인 빈 또한 그 수준이 높고 삶의 질이 높아 세계적인 척도가 될 정도이다.
오스트리아 제2공화국은 1955년에 중립을 선포하였다. 1955년 이래 UN의 회원국이었으며, 1995년에는 유럽연합에 가입하였다. OECD와 인터폴의 창립국이며, 1995년의 솅겐 협정에도 조인하였고 1999년에는 유로화를 도입하였다.

## 어원
‘오스트리아’라는 국명은 독일식으로 읽으면 ‘외스터라이히(Österreich)’가 되는데, 이 단어는 고대 고지 독일어로 ‘eastern realm'이란 뜻, 즉 ’동쪽 영토‘라는 의미를 하고 있었다. ’외스터라이히‘라는 단어는 996년의 문서에 처음으로 등장한다. 아마도 중세 라틴어인 ’마르키아 오리엔탈리스(Marchia Orientalis)를 독일식 사투리로 읽은 것에서 처음 유래했을 것이라고 추정된다.
한편 오스트리아는 976년에 만들어진 바바리아의 한 지방이었는데, ‘오스트리아’라는 단어 자체는 독일어인 ‘외스터라이히’가 12세기에 당대 공용어인 라틴어로 옮겨진 것을, 다시 영국식으로 읽은 것이 현재까지 넘어와 쓰이는 것이다. 당시에 오스트리아 지방은 바바리아 지방의 최동단에 위치하고 있었기에 ‘동쪽 영토’라는 뜻의 이름을 받았던 것이다.

## 역사

### 중세
한때 전 유럽 세계를 주름잡았던 로마 제국이 쇠망하고 난 이후, 유럽에는 슬라브족, 아바르족, 훈족 등 이민족들이 끊임없이 침략하였다. 이후 프랑크족의 왕이었던 샤를마뉴 대제가 788년 경에 혼란스러운 유럽 일대의 질서를 일부 다잡았고, 기독교를 전역에 포교하며 세를 넓혀갔다. 현재 오스트리아 지방은 동프랑크 왕국의 일부였는데, 오토 2세가 바벤부르크 가문의 레오폴트 1세에게 976년에 오스트리아 변경백의 지위를 내렸고, 이때부터 오스트리아 변경백국은 안동안 바벤부르크 가문의 통치를 받게 된다.
‘오스트리아’라는 지명은 996년에 작성된 바벤부르크 가문 관련 문서에서 최초로 등장한다. 1156년에는 신성로마제국의 프리드리히 1세 바르바로사 황제가 오스트리아를 공작령으로 승격하였고, 1192년에는 바벤부르크 가문이 슈타이어마르크 공국의 공작위를 동시에 획득하면서 그 세를 점점 넓혀갔다. 그러나 1246년에 프리드리히 2세가 헝가리와의 전쟁에서 전사하면서 바벤부르크 가문의 대도 끊어졌고 오스트리아 공작위의 자리도 비고 말았다.
당시 오스트리아에게 대공위 시대가 찾아온 때는 마침 신성로마제국의 대공위 시대와 시기가 겹쳤으며, 오스트리아 지역은 중부 유럽 전체와 마찬가지로 극심한 정치적 혼란에 빠져들었다. 한편 지배 가문이 사라진 오스트리아와 슈타이어마르크 공국의 주도권을 잡은 세력은 보헤미아의 오타카르 2세였다. 그러나 그가 1278년에 합스부르크 가문 출신의 루돌프 1세에게 격퇴당하면서 오스트리아에서 물러날 수밖에 없었으며, 그 이후부터 1차 세계대전 직전까지 몇 백년에 이르는 시간 동안 오스트리아는 합스부르크 가문의 통치 하에 놓이게 된다. 얼마 지나지 않아 합스부르크 가문의 본거지였던 스위스에서 반란이 일어나 스위스가 합스부르크 가문의 지배 하에서 떨어져 나가자, 합스부르크 가문은 점차 오스트리아를 자신들의 본토로 여기게 된다.
14세기와 15세기 동안 합스부르크 가문은 오스트리아 공국을 통치하며 주변의 국가들은 점차 흡수해나가며 힘을 길러나갔다. 1438년에는 합스부르크 가문 출신의 알브레히트 2세가 신성로마제국의 독일 왕 지위를 획득한 후, 1452년 프리드리히 3세가 대관을 받아 정식으로 신성로마제국의 황제가 되면서 합스부르크 가문이 신성로마제국의 황위를 독점하기 시작한다. 한편 합스부르크 가문 출신으로 황제에 오른 프리드리히 3세는 자신의 본거지였던 오스트리아 공국을 1453년에 오스트리아 대공국으로 승격시켰으며, 이후에는 제국의 유일한 대공국이라는 지위를 부여받아 기타 선제후국들이나 제후국들과 격을 달리하는 특권을 얻게 되었다. 이때 오스트리아의 수도였으며 인구도 몇 만명에 육박했던 빈도 위상이 급격히 상승하였다.
합스부르크 가문은 군사적 정복이 아닌 결혼이나 혈연 관계를 통하여 영토를 넓혀갔는데, 1477년에 막시밀리안 1세 황제의 재위 시기, 합스부르크 가문은 과감한 결혼 정책 덕에 유럽 전역에서 엄청난 영토를 상속받아 유럽의 중심 가문으로 부상한 것이다. 1477년 부르고뉴 공국의 샤를 공이 스위스와의 전투에서 전사한 후, 부르고뉴 공국은 그의 유일한 자녀였던 마리에게 상속되었다. 그러나 마리는 프랑스의 압박으로부터 공국을 지키기 위하여 신성로마제국의 황제 프리드리히 3세의 장남인 막시밀리안 1세와 결혼하였다. 이때 그녀의 영지인 부르고뉴 공국의 본토와 네덜란드를 펠리페 1세가 물려받으면서 이 영토가 그대로 합스부르크 가문으로 넘어왔다. 한편 막시밀리안 1세와 마리 사이에서 태어난 아들인 펠리페 1세는 스페인 왕국의 이사벨 1세의 유일한 왕위 계승자인 후아나 왕녀와 결혼하였으며, 이로 인하여 합스부르크 가문은 스페인까지 자신들의 영토로 만들었다. 펠리페 1세의 아들인 카를은 할아버지 막시밀리안 1세의 사망과 동시에 신성로마제국의 황제로 등극하였고, 기존의 합스부르크 영지와 함께 스페인 왕위에 오르며 카를 5세가 되어 유럽 중남부를 아우르는 거대한 제국의 황제로 등극하였다.
한편 막시밀리안 1세의 혈연을 통한 영토 확장은 여기서 그치지 않았다. 막시밀리안 1세는 노년에 손자이자 카를 5세의 동생인 페르디난트 1세를 보헤미아, 헝가리, 크로아티아, 폴란드 일대의 광대한 영토를 지배하던 야기에우어 왕조의 왕녀와 결혼시켰다. 그런데 1526년에 야기에우워 왕조의 러요시 2세가 후사를 남기지 못하고 사망하면서 이 영토들도 모두 합스부르크 가문으로 상속되었다. 1521년에는 페르디난트 1세가 오스트리아 대공직을 물려받았으며, 1526년에는 보헤미아, 헝가리, 크로아티아의 왕위에 연달아 오르며 오스트리아 합스부르크 제국이 세워졌다. 페르디난트 1세가 새롭게 가지고 온 동유럽 영토들은 오스트리아의 국력 신장에 지대한 공헌을 했다. 오스트리아는 단숨에 중부 유럽에서 가장 넓은 영토를 가진 중부 유럽의 최강국으로 떠올랐으며, 이 동유럽 영토들은 1918년에 오스트리아가 패전하여 해체되기 직전까지도 여전히 오스트리아의 뒷받침이 되어주었다. 다만 오스트리아 합스부르크 제국은 느슨한 동군연합 체제였으며, 타 국가들과 달리 내부적으로 결속되어있지는 못했다. 이는 오스트리아인들이 제국 전체에서 차지하는 비중이 유달리 적었기 때문이었다.
스페인, 부르고뉴 지방, 네덜란드는 곧 오스트리아와는 무관한 영토가 되었는데, 부르고뉴 공국은 카를 5세가 프랑스에게 넘겨주었으며 스페인, 네덜란드는 카를 5세가 아들인 펠리페 2세에게 상속시켜 스페인 합스부르크 가문으로 분가하여 넘겨주었다.
1526년에 모하치 전투 이후, 오스만 제국이 차지하지 않은 보헤미아와 헝가리 지방이 오스트리아의 영토로 확정되었다. 그러나 오스만 제국이 지속적으로 헝가리 쪽으로 동진하며 팽창 정책을 펴나가자 결국 오스트리아와 오스만 제국 사이에 잦은 무력 충돌이 발생하였으며, 이후 약 백여년 동안 기나긴 전쟁을 이어갔다. 1529년에는 당시 오스만 제국의 최대 명군이었던 슐레이만 대제가 1차 빈 포위를 개시하였으나, 이른 겨울과 눈서리로 인하여 결국 실패하고 물러나기도 했다.

### 17, 18세기

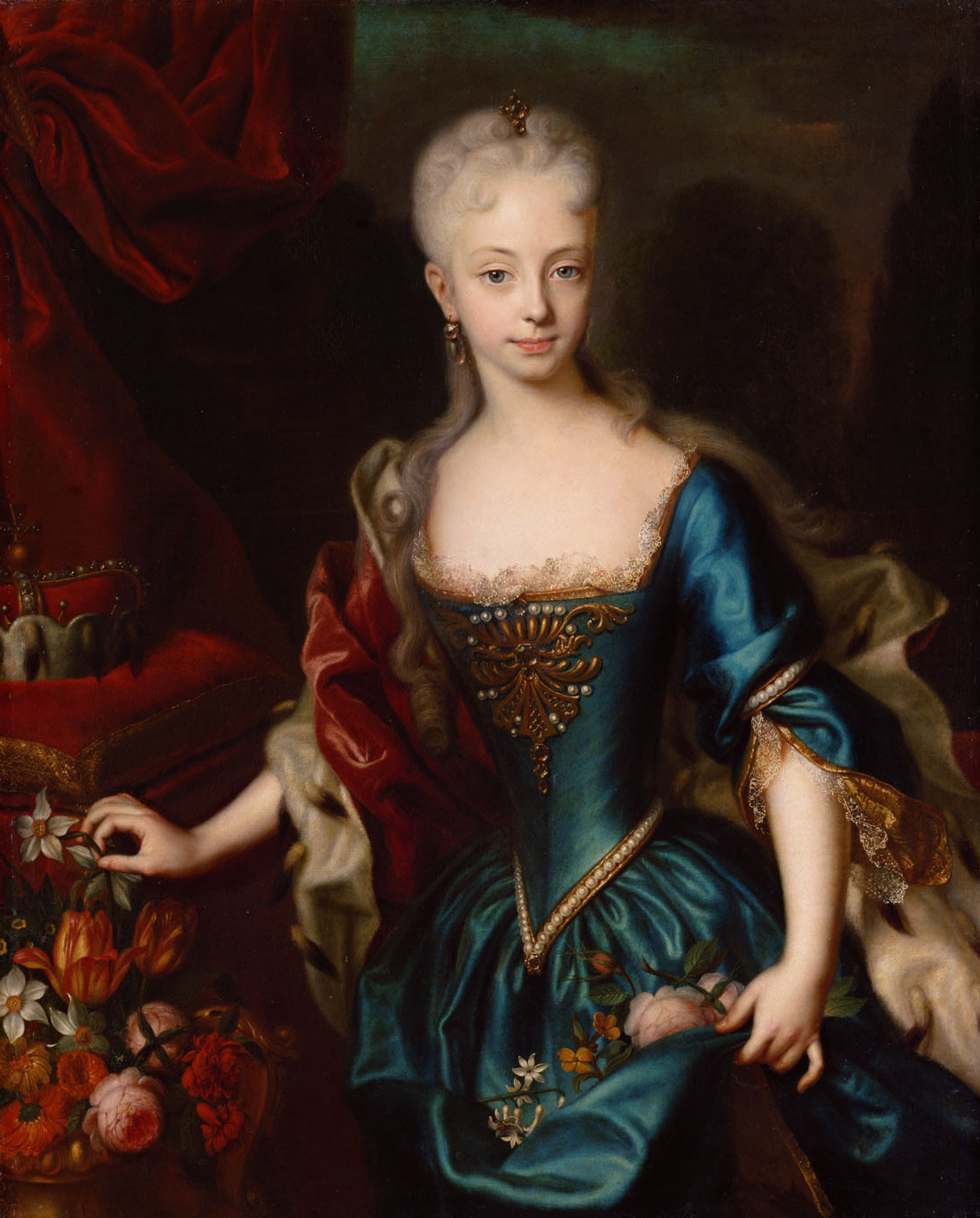
마리아 테레지아 여제

1657년에서 1705년 동안 오스트리아를 다스린 레오폴드 1세의 시기 동안 오스트리아의 국력은 지속적으로 성장하였으며, 1683년에 폴란드의 왕인 얀 3세의 지휘 하에 1683년에 성공적으로 오스만 제국군을 막아낸 이후에는 적극적인 군사정책을 펼쳐 헝가리 영토의 대부분을 1699년의 카를로비츠 조약으로 오스트리아 영토에 편입시키는 데에 성공하였다.
신성로마제국 황제였던 카를 6세는 오스트리아가 지난 세월 동안 얻어낸 영토 상당수를 포기하는 대신, 합스부르크 가문의 통치를 공고히 하고 정당한 세습권을 국제적으로 인정받기를 원했다. 카를 6세는 1713년에 국사조칙을 발표하여 자신의 딸이었던 마리아 테레지아에게 황위를 물려준다는 뜻을 밝혔으며, 1740년에 사망하였다. 그러나 합스부르크 가문 내에서도 여성에게 황위를 이어받게 하겠다는 카를 6세에 대한 반대의 뜻이 강했으며, 이때 서로 황위를 주장하기 시작하며 오스트리아 왕위 계승 전쟁이 터졌다. 이때 때마침 힘을 키우며 기회를 노리고 있던 프로이센 왕국이 슐레지엔 지방의 영유권을 주장하며 침공했고, 결국 이때 오스트리아는 2차례의 전쟁으로 슐레지엔 지방을 상실하였다. 마리아 테레지아가 황위를 차지한 뒤 프로이센에게 복수를 준비하자, 프로이센의 프리드리히 대왕은 선제 공격을 감행하여 1756년에 7년 전쟁을 일으켰다. 이때 마리아 테레지아는 프로이센에 맞서기 위하여 당시 루이 15세가 다스리고 있던 프랑스와 엘리자베타 여제가 다스리고 있던 러시아와 연합을 맺어 포위 전선을 구축하였다. 전쟁은 수적으로 우세했던 오스트리아와 그 동맹국 측에게 우세하게 흘러갔으나, 러시아에서 엘리자베타 여제가 사망하고 독일 출신의 표트르 3세가 제위를 계승하자 러시아가 동맹에서 이탈하였고, 이를 시작으로 다른 동맹국들까지 철수해버리자 결국 마리아 테레지아도 슐레지엔을 포기하며 프로이센과 휴전 협정을 맺었다. 이후 오스트리아는 약 30여 년 동안 프로이센을 본딴 개혁을 통하여 내정에 힘썼다. 한편 마리아 테레지아 이후의 합스부르크 왕가를 이전과 구분하여 합스부르크로트링겐 왕가라고 부른다.

### 19세기
1700년대 말에 프랑스 대혁명이 일어나고 공화정의 열풍이 전 유럽으로 퍼져 나가자, 왕정제 철폐의 바람이 유럽에 미칠까 두려워한 오스트리아는 프랑스와 전쟁을 벌였다. 그러나 오스트리아와 연합군은 나폴레옹 보나파르트가 이끈 프랑스 혁명군에게 연전연패를 당하며 그 위상이 크게 깎여나갔다. 이후 나폴레옹이 스스로 황제를 칭하고 제국을 세우자, 당시 로마의 황제를 자처하던 신성로마제국의 권위가 무색해졌고, 결국 1806년에 신성로마제국이 해체되었고 대신 오스트리아 제국이 들어섰다. 오스트리아 제국은 나폴레옹 전쟁에서 패배한 대가로 막대한 양의 영토를 프랑스와 그 동맹국들에게 나누어주어야만 했고, 1809년에 또 전쟁을 일으켰다가 다시 패배하며 막대한 배상금을 물었다. 한편 인적 피해도 엄청나서, 1792년부터 1801년까지 오스트리아는 약 754,700여 명에 달하는 전쟁 사상자가 나오기도 했다.

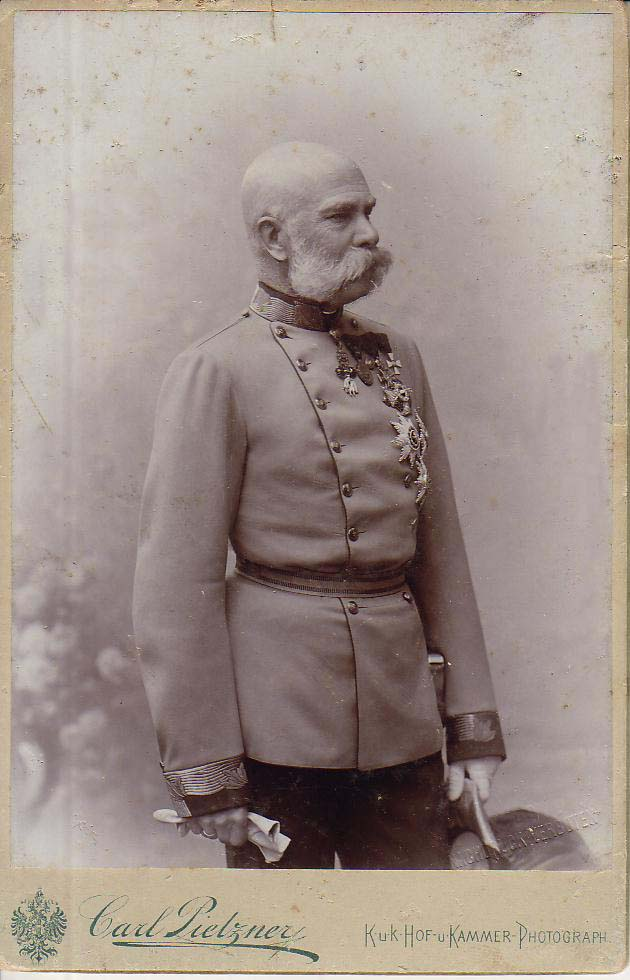
오스트리아-헝가리 제국의 프란츠 요제프 1세

한편 나폴레옹이 몰락하고 프랑스가 휘청거리자, 유럽 내에서는 다시 프랑스 대혁명 이전으로 돌아가기 위한 목적으로 빈 회의가 1815년에 열렸고, 오스트리아의 주도 하에 독일 연방이 결성되었다. 그러나 독일인들도 점차 오스트리아의 간섭을 받아들이지만은 않았고, 오스트리아 본국과 독일 내부의 불화가 점차 계속 심해지자 1848년에 독일을 통일하고 오스트리아를 몰아내기 위한 혁명이 일어나기도 했다. 오스트리아는 혁명을 억누르는 데에는 성공하였으나, 결국 1866년에 프로이센-오스트리아 전쟁에서 비스마르크 재상이 이끌던 프로이센에게 패배하면서 독일 내 영향력을 잃고 독일 통일의 주도권을 빼앗기며 물러나야 했다. 게다가 전통적 우방이던 바이에른 왕국마저 프로이센과 동맹을 맺으며 오스트리아의 독일 내 영향력은 날로 축소되었다.
오스트리아가 독일 내에서도 영향력을 상실하고 위상이 예전같지 않자, 동부의 헝가리 지방에서도 독립주의자들의 목소리가 커지기 시작했다. 이들의 목소리가 무시할 수 없는 수준에 이르자, 제국 정부는 헝가리 분리주의자들에게 이중 정부를 제안했고, 이 때 체결된 1867년의 대타협으로 인하여 오스트리아-헝가리 제국이 설립되었다. 오스트리아-헝가리 제국은 프란츠 요제프 황제를 유일한 황제로 모셨으나, 교회나 정부, 의회 등은 오스트리아와 헝가리가 서로 독자적인 체제를 유지하는 일종의 이중 제국이었다. 또한 다양한 슬라브계열 민족들, 크로아티아인, 체코인, 폴란드인, 세르비아인, 슬로바키아인, 우크라이나인들 뿐만 아니라 이탈리아인, 루마니아인 등 다양한 민족들이 섞여 있는 다민족 제국이기도 했다.
이 때문에 오스트리아-헝가리 제국은 당시 막 떠오르고 있던 민족주의 열풍 때문에 심각한 고질적 내분을 겪게 된다. 내부의 민족들이 자신들끼리 독립해 나가려 끊임없이 시도했던 것이다. 제국은 비밀경찰을 확대하여 이들을 감시하기도 했으며, 8개 국어로 법령을 반포하고 학교와 공공기관에서 각 민족들의 모어로 의사소통하는 것을 허용하기도 하며 이러한 불화를 막기 위하여 최대한 노력을 기울였다.
한편 이 시기 오스트리아에서 가장 강렬했던 민족주의 세력은 범독일주의 세력이었다. 몇몇 극단주의 세력들은 오스트리아의 독일계를 자극하여 오스트리아와 독일 간의 합병을 추진하기도 했으며, 일부 정치가들은 범독일주의 포퓰리즘을 통하여 자신들의 정치적 영향력을 강화하려 시도하는 등 정계도 대단히 혼란스러웠다. 다만 당시 독일 내부를 주도하고 있던 프로이센은 오스트리아가 독일에 합류하는 것을 전혀 원치 않았는데, 그럼에도 불구하고 많은 오스트리아의 범독일주의자들은 독일의 빌헬름 1세가 가장 좋아한다는 꽃인 푸른색 수레국화를 단추에 꽂고 다니거나 독일의 상징색이었던 검은색, 붉은색, 노란색을 즐겨 사용하는 등의 방법으로 다민족 국가였던 오스트리아-헝가리 제국에 대한 불만을 공공연히 표시하였다. 오스트리아-헝가리 제국은 학교에서 이를 금지하고 범독일주의자들을 탄압하기도 했으나, 이들의 움직임을 완벽히 차단하기에는 역부족이었다.
오스트리아-헝가리 제국 내에서 범독일주의자들과 타 민족들 간의 갈등이 갈수록 심화되고, 국민들 사이에서도 민족적 정체성에 대한 혼란이 고조되었다. 범독일주의자들은 최종적으로 오스트리아-헝가리 제국이 붕괴하고 이후에 독일에 합류하기를 바랐으며, 이 때문에 독일에게 협력을 요청하기도 했다. 게다가 범독일주의자 계열의 정치인들이 독일계 국민들에게 이탈리아의 천주교회에서 나와 독일계 교회로 옮겨갈 것을 요구하며 사회 갈등이 종교에까지 미치니, 제국 내부의 상황은 갈수록 불안정해져만 갔다.

### 20세기
동쪽의 오스만 제국이 황제와 장교들 간의 싸움으로 점차 망조가 들어가고 그 국력이 현저히 약해지자, 오스트리아-헝가리 제국은 때를 틈타 보스니아와 헤르체고비나를 1908년에 합병한다. 그러나 이 합병은 인근의 세르비아 왕국의 강력한 반발을 불러왔고, 1914년에 보스니아계 세르비아인이 사라예보에서 페르디난드 대공을 암살하는 사라예보 사건이 일어나자 오스트리아-헝가리 제국과 세르비아 왕국 간의 전쟁이 터졌다. 이 전쟁은 서로 간의 동맹국들 간의 참전을 통하여 결국 1차 세계대전이라는 재앙을 불러왔으며, 세계대전에서 패배한 오스트리아-헝가리 제국은 해체되었으며 1백만 명이 넘는 국민들이 전쟁에서 희생되었다.
1918년 10월 21일에는 오스트리아의 독일계 의원들이 빈에서 회담을 열었고, 임시 정부를 먼저 세우고 독일계 오스트리아 공화국을 세우기로 합의하였다. 이후 10월 30일에 독일계 오스트리아 공화국이 설립되었으며, 황제도 이를 인정하여 독일계 오스트리아 공화국의 대표를 이탈리아와의 협정 체결에 대표로 보내기도 하였다. 전쟁에서 패배한 직후, 황제는 1918년 11월에 모든 국정에서 손을 떼고 물러나겠다고 공언하였으며, 11월 12일에 독일계 오스트리아 공화국은 공화정을 선포하고 왕정을 폐지하였다.
1919년에는 생제르맹 조약이 체결되었는데, 이 조약으로 인하여 오스트리아-헝가리 제국의 영토는 갈기갈기 찢어져 해체되었다. 오스트리아는 이 조약으로 인하여 독일어를 사용하는 일부 지방들만 수중에 겨우 남겼으며, 한때 중부 유럽을 대부분 재패하였던 영토의 크기는 크게 축소되었다. 11월 12일에 독일계 오스트리아는 헌법을 만들고 ‘독일계 오스트리아는 민주공화국이다’와 ‘독일계 오스트리아는 독일의 일부이다’를 헌법에 명문화하였다. 당시 독일과 오스트리아의 국민들 모두가 서로 영토를 합쳐 동일한 국가를 세우고자 하였는데, 독일의 힘이 커질까 두려워한 프랑스와 영국 측에서는 이를 거부하였고 베르사유 조약과 생제르맹 조약을 통하여 독일과 오스트리아의 연합을 막아버렸다. 또한 ‘독일계 오스트리아 공화국’이라는 국명을 아예 오스트리아 공화국으로 바꾸게 강제했다.
생 제르맹 조약으로 인하여 3백만 명이 넘는 독일계 오스트리아인들이 체코슬로바키아, 유고슬라비아, 헝가리, 이탈리아 등 오스트리아-헝가리 제국에서 떨어져나간 지역들에서 소수민족으로 전락하였다. 특히 이탈리아의 티롤 주, 체코슬로바키아의 독일계 보헤미아 등에 이런 사람들이 많았다. 이 때문에 티롤 주는 1980년대에 이탈리아가 전격 자치권을 부여하기 전까지 오스트리아와 이탈리아 사이의 주된 골칫거리가 되기도 했다.

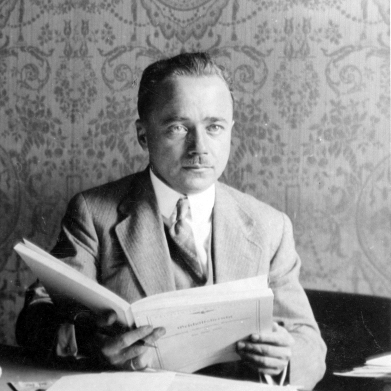
엥겔베르트 돌푸스 수상

### 제2차 세계대전
1차 세계대전이 끝나고 난 직후, 오스트리아의 경제적 상황은 크게 악화되었다. 당시 통화였던 크론화의 가치가 폭락하면서 대규모 인플레이션이 일어났으며, 이 때문에 1922년 가을에는 국제연맹에서 융자를 받아 파산을 겨우 틀어막기도 했다. 이 때문에 오스트리아의 경제 주권이 한시적으로 국제연맹으로 옮겨갔다. 1925년에는 마침내 오스트리아 정부가 크론화 대신 실링화를 새로이 도입하였으며, 10,000:1의 비율로 크론화와 교환하도록 하였다. 이후 1925년부터 1929년까지 오스트리아는 짧은 경제적 호황기를 누렸으나, 1929년에 미국에서 주식 시장이 대폭락하고 대공황이 일어나면서 이 호황기도 얼마 지나지 못하고 끝나고 만다.
제1 오스트리아 공화국은 1933년에 극우 정당 출신의 엥겔베르트 돌푸스 수상이 이탈리아 파시스트들의 지원을 받아 의회를 해산하고 권위주의 정권을 세우면서 그 막을 내린다. 돌푸스 수상 직전까지만 해도 오스트리아의 정계에는 사회민주당과 보수당 측이 서로 양분하고 있었는데, 사회민주당은 공화수호동맹이라는 이름의 준군사조직을 운용하며 사회적 혼란을 부추기기도 했다. 그러던 중 사회민주당과 보수당 측이 연립정부를 구성하였고, 돌푸스 수상을 국가수반으로 세운 것이다. 그러나 돌푸스 수상은 얼마 지나지 않아 독재의 야심을 드러내고 의회를 해산하였고, 점차 극우적 면모를 드러내며 야당과 정치적 반대자들을 제거해 나가기 시작했다.
1934년 2월에는 공화수호동맹의 인사들이 줄줄이 감옥으로 잡혀들어갔으며, 사회민주당이 법적으로 금지되었고 관련 인사들은 구속되거나 해외로 쫒겨났다. 이때 돌푸스 수상과 극우세력은 자신들의 위협으로 여긴 나치당 또한 동시에 탄압했다. 그러던 중 1934년 5월 1일에 오스트리아 파시스트들과 돌푸스 수상은 새로운 헌법을 통과시켰고, 자신들의 권력을 강화하고자 하였으나 돌푸스 수상은 7월 25일에 일어난 오스트리아 나치당의 쿠데타로 암살당했다.
돌푸스 수상의 뒤를 이은 쿠르트 슈슈니크는 이전 정권보다 훨씬 독일에 유화적인 태도를 보였으며, 오스트리아를 ‘독일계 국가’로 선포하되 다만 독일로부터 독립은 유지하고 싶다는 입장을 밝혔다. 또한 1938년 5월에 국민투표를 열어 오스트리아와 독일 간의 합병을 투표에 부치기로 합의하였으나, 3월 12일에 오스트리아 나치당이 쿠데타를 일으켜 정계를 장악하고 독일군이 국내로 침공하여 국민투표 실시 자체를 차단해버리면서 무위로 돌아갔다. 1938년 3월 13일에는 독일이 안슐루스를 선언하면서 마침내 오스트리아가 독일에 합병되고야 만다. 2일 후 오스트리아 출신의 아돌프 히틀러 총통은 ‘마침내 오스트리아가 독일의 품에 돌아왔다’라고 공식적으로 선포하였으며, 오스트리아를 완전한 독일령으로 만들어버렸다.
한편 오스트리아가 독일에게 합병된 이후, 1938년 4월 10일에 선거가 열렸다. 이 선거는 나치 치하의 독일에서 열린 최후의 선거였는데, 여러 후보가 나와 경쟁하는 정상적인 선거가 아니라 나치당 후보들의 명단들을 제시해놓고 이들의 의원직 취득에 동의하는지 아닌지, 이 동의 여부를 묻는 단순한 예, 아니오식 선거였다. 다만 유대인들과 집시들은 투표에 허가받지 못했다. 선거의 참여율은 99.5%로, 이들 중 98.9%가 나치당 의원들에게 동의한다는 평을 남겼다. 한편 히틀러의 본고장이었던 오스트리아의 경우, 전체 투표자들의 99.7%에 달하는 사람들이 나치당에 찬성표를 던졌다. 대부분의 오스트리아인들은 나치당과 독일 합병에 대하여 찬성을 표했으나, 특히 빈과 같은 대도시처럼 유대인들이 많았던 지역에서는 독일을 딱히 환영하지 않았다. 다만 오스트리아인들 사이에서 숙원과도 같았던 독일과의 합병을 이루어낸 아돌프 히틀러에 대한 지지도는 굉장히 높은 편이었으며, 안슐루스에 대해서도 공감대가 사회적으로 형성되어 있었다.
1938년 3월 12일에 오스트리아가 독일에 흡수된 직후부터 부유한 오스트리아 유대인들이 재산을 강탈당하기 시작했다. 얼마 지나지 않아 법적으로 유대계 자본들을 강제로 뜯어오는 것이 허가되었으며, 오스트리아 출신의 아돌프 아이히만이 직접 오스트리아에서 유대인 탄압을 감독했다. 빈의 시나고그에 살고 있는 유대인 가옥들이 집중적으로 공격을 당했으며, 오스트리아 남부에 있는 린츠, 잘츠부르크, 인스부르크 등의 유대인들도 구속되거나 폭력의 대상자가 되었다. 한편 오스트리아-헝가리 제국의 마지막 황태자였던 오토 폰 합스부르크는 당시 벨기에에 거주하고 있었는데, 나치 정권의 유대인 탄압에 대하여 반대의 뜻을 밝히고 독일에 공공연히 반대하는 등 오스트리아 왕실을 대표해서 독일에 반대의 목소리를 내자, 독일 나치당은 오토 폰 합스부르크를 지명수배하고 체포 즉시 사살할 것을 명령하기도 했다. 나치는 1938년에 오스트리아를 ‘오츠마르크’로 개명하기도 했다.
오스트리아는 나치 독일 전체 인구의 8% 밖에 되지 않았으나, 오스트리아 출신의 나치 저명 인사들은 굉장히 많은 편이다. 아돌프 히틀러, 에른스트 칼텐부르너, 아르투어 자이스잉크바르트 등이 모두 오스트리아 출신인 것이다. 또한 나치 친위대의 13%가 오스트리아인이었으며, 나치당 절멸수용소에서 일하던 직원들의 무려 40%가 오스트리아인들이었다. 또한 오스트리아가 당시 연합국 측의 공습범위에서 가까스로 벗어나 있었기 때문에, 나치 독일은 오스트리아 지방을 군수 공장의 집합소로 만들었으며 특히 유대계나 집시들을 강제 수용소에 가두어놓고 군용기나 탱크, 미사일 등을 제조하는 등에 활용하였다.
물론 오스트리아에서 나치당에 동조하는 자들만이 있던 것은 아니었고, 나치당에 반대하며 레지스탕스를 구성하는 사람들도 많았다. 그러나 이 저항 세력들은 얼마 지나지 않아 게슈타포들에 의해 분쇄당했으며, 빈의 게슈타포 본부를 테러하는 내용의 계획도 게슈타포에게 저지당하기도 했다. 그럼에도 불구하고 오스트리아의 저항군 측에서는 연합국 측에 군수 공장의 정보들을 넘겼다. 이 저항군은 미국의 OSS와도 연이 닿아있었고, 아우슈비츠 등의 대규모 학살 등에 대한 정보들을 이들에게 폭로하기도 했다. 이들의 주 목표는 나치 독일이 최대한 일찍 세계 대전에서 패배하고 독립 오스트리아를 재건하는 것이었다. 제2차 세계대전 말기, 독일의 패색이 명확해지고 점차 독일군은 동부 전선과 서부 전선 모두에서 밀리기 시작했다. 결국 1945년 4월 13일에 나치 독일이 무너지기 직전에 빈이 소련군에게 점령당했다. 한편 연합국 측에서는 ‘알프스 요새 작전’을 펼치며 동부 알프스에서 치고 들어올 것을 계획하였으나, 독일이 지나치게 일찍 무너지는 바람에 이루어지지 못했다.
독일이 무너지고 난 이후, 카를 레너와 오스트리아 사회당의 당수였던 아돌프 셰르프, 오스트리아 인민당의 당수였던 레오폴드 쿤스차크 등이 1945년 4월 27일에 오스트리아의 독립을 선포하고 레너 수상을 중심으로 소련과 스탈린의 후원을 받아 빈에서 임시 정부를 세웠다. 4월 말에 이르자, 오스트리아의 남서부 지방 대부분은 여전히 나치 치하에 있었다. 1945년 5월 1일에는 1934년 5월 1일에 돌푸스 수상에 의해 폐지된 이전 연방 헌법이 다시 되살려졌으며 다시 기존의 민주 오스트리아로 회복하는 작업이 다시 이루어지기 시작했다. 오스트리아의 총 사망자 수는 약 26만 명에 이르며, 유대인의 홀로코스트 피해는 약 65,000여 명에 이른다. 1938년에서 1939년까지 무려 14만 명에 달하는 유대인들이 오스트리아를 떠났다.

### 현대

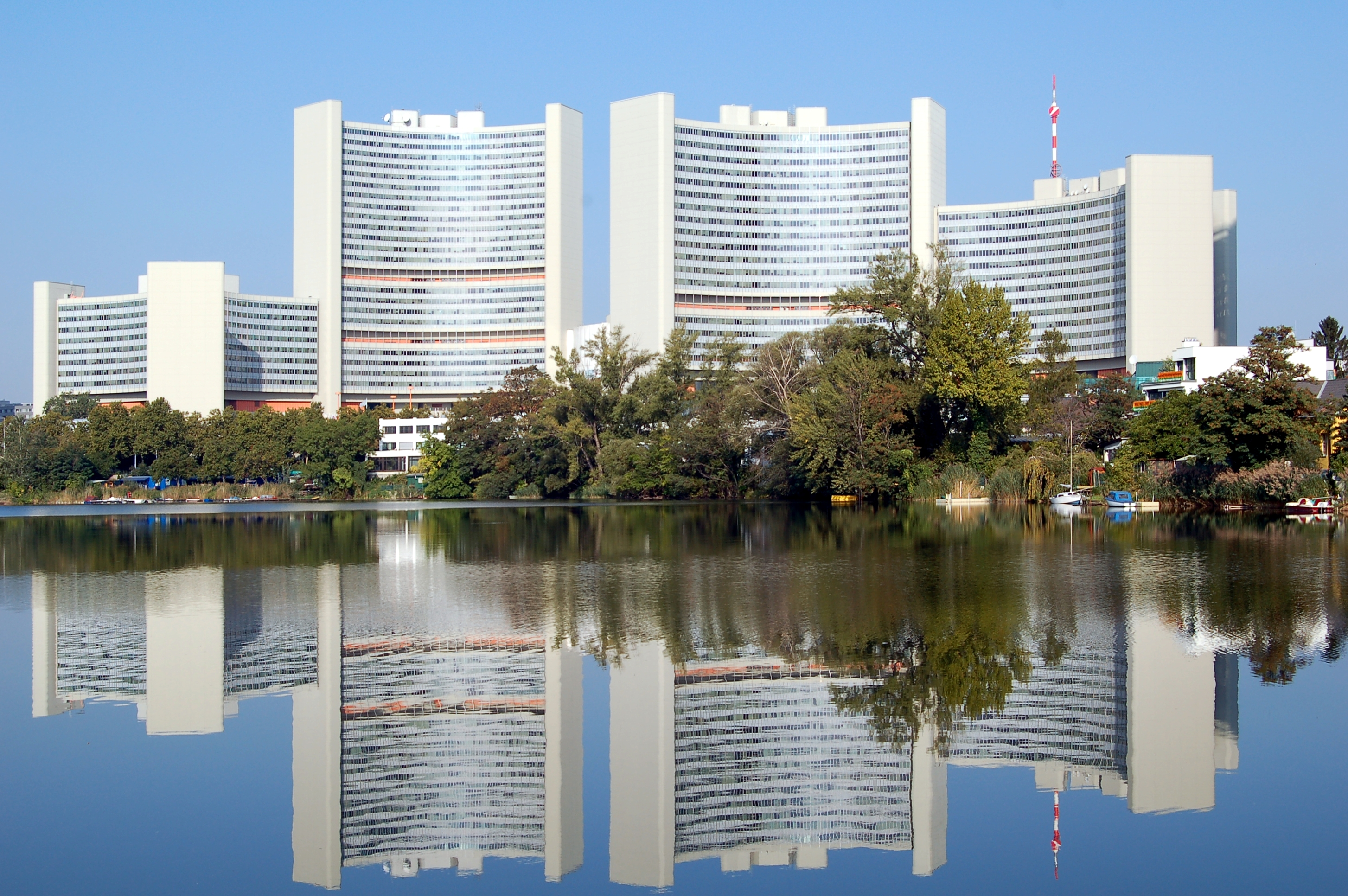
유엔 빈 사무국

전쟁에서 패배한 직후, 오스트리아는 독일과 비슷하게 미국, 영국, 프랑스, 소련 이 4개국으로 분할 통치되어 연합국 점령시기를 겪었다. 그러나 독일과 오스트리아는 국력의 차이가 있으며 오스트리아가 중립국을 선포한 점 등을 고려하여, 연합국은 점차 오스트리아를 독일에 비해서 상대적으로 유화적으로 대우하기 시작했다. 보수당과 공산주의자, 사회민주당으로 구성되어 소련과 스탈린의 지지를 받고 있던 당시 오스트리아 정부는 얼마 지나지 않아 서구권에서도 인정을 받았으나, 카를 레너 수상이 스탈린의 꼭두각시일 수도 있다는 의심은 여전했다. 그럼에도 불구하고 독일처럼 아예 국가를 반으로 갈라 새로운 서구식 정부를 세우자는 의견은 나오지 않았는데, 이는 연합국 측에서 기본적으로 오스트리아를 ‘독일에 침공당해서 강제로 전쟁에 참여한 국가’ 정도로 인식하고 있었기 때문이었다.
1955년 5월 15일에 오스트리아는 마침내 연합국의 지배에서 완전히 벗어나 독립을 획득해 내었고, 그해 연합국 군대가 모두 철수하고 난 10월 26일에 오스트리아 의회에서는 ‘영세 중립국’ 결의안을 통과시켰고, 이 날은 아직도 오스트리아의 국가기념일로 남아있다.
2차 세계대전 이후의 오스트리아를 1차 세계대전이 끝나고 세워진 공화국과 구분하여 오스트리아 제2공화국이라고 부른다. 다만 기본적으로는 1920년과 1929년의 헌법에 기반하고 있으며, 1945년에 다시 한 번 개헌을 했다. 이 시기 이후로 오스트리아 정치는 2개의 정당이 돌아가면서 정권을 잡고 있는데, 하나가 오스트리아 사회민주당이고 나머지 하나가 오스트리아 국민당이다. 1945년 이래 단일 정권이 등장한 적은 1966-1970년의 국민당 정부, 1970-1983년의 사회민주당 정권, 이 2번 밖에 없었다. 나머지 시기의 경우에는 주로 대연정을 맺거나 다른 군소정당들과 연정을 맺어 정부를 구성하였다.
오스트리아는 1994년의 국민투표를 거쳐 3분의 2 이상의 동의를 받아 1995년 1월 1일에 유럽연합에 가입하였다. 한편 오스트리아의 양대 정당인 오스트리아 국민당과 오스트리아 사회민주당은 오스트리아의 군비 증강에 대하여 다른 의견을 가지고 있다. 중도좌파 정당인 사회민주당은 현행 체계 유지를 원하는 반면, 중도우파 정당인 군비 증강을 통해 유럽의 군사 정책에 더 적극적으로 임하기를 원한다. 현재 오스트리아는 유럽 연합을 통하여 평화유지 임무를 하고 있으며, NATO에도 참여하고 있다. 2011년에 리히텐슈타인이 셍겐 조약에 가입함에 따라 오스트리아와 국경을 접하고 있는 모든 국가들과 자유로이 출입할 수 있게 되었다.

## 정치

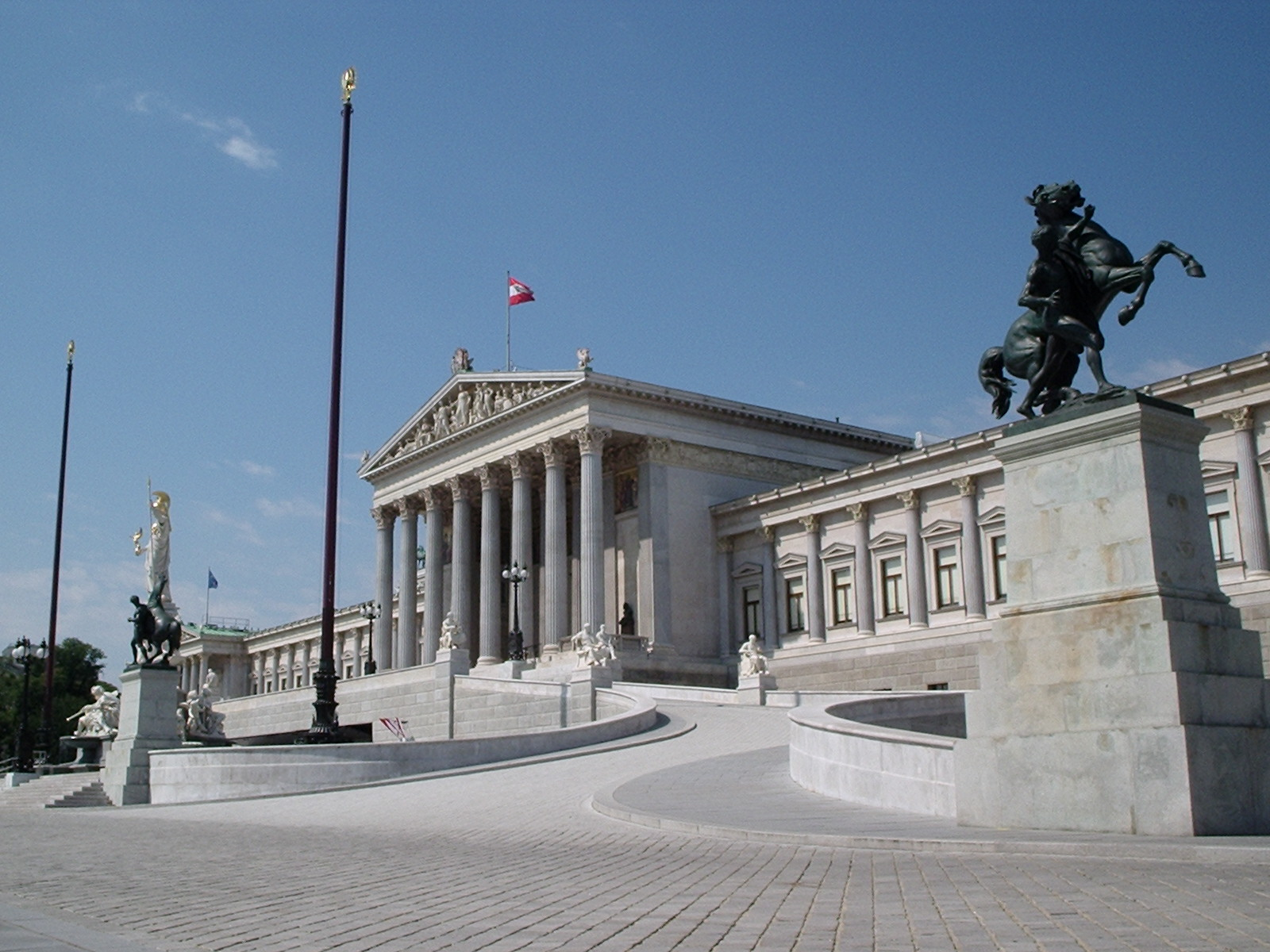
오스트리아 국회의사당

오스트리아 의회는 수도인 빈에 위치하고 있으며, 오스트리아는 민주주의 연방국가이다. 1920년에 만들어진 헌법을 아직까지도 사용하고 있으며, 총 9개의 주로 구성되어 있다. 한편 오스트리아의 헌법은 1920년에 처음으로 만들어졌으며 1929년에 독재정권이 들어서며 그 효력이 중지되었고, 2차 세계대전이 끝난 이후인 1945년 5월 1일부터 다시 헌법의 효력을 발휘하였다.
국가원수는 오스트리아의 대통령이며, 국민들의 직접선거 및 결선투표제로 선출된다. 연임은 가능하나 3선 이상은 금지되어 있다. 명예직과 비슷한 독일에 비해서는 대통령의 권한이 더 강한 편인데, 독일 대통령은 정당 간 의견 조율 권한만 있는 반면 오스트리아 대통령은 국군통수권과 거부권도 행사할 수는 있다. 한편 정부수반은 오스트리아의 총리이며, 대통령이 지명하고 내각을 구성할 책임이 있다. 본래 내각 구성원들과 장관들도 절차상으로는 대통령이 지명하고 임명하는 것이지만, 실제로는 총리가 장관들을 뽑아 그 명단을 제출하면 대통령이 그대로 승인해주는 방식으로 작동한다.
만일 총리가 국정을 제대로 수행하지 못하여 국민들의 신임을 잃었을 경우, 대통령령이나 국민의회에서의 불신임 결의로 총리가 물러나게 할 수 있다. 오스트리아는 양원제를 채택하고 있는데, 하원에 해당하는 국민의회(Nationalrat)은 183석으로 구성되어 있으며 16세 이상의 오스트리아 국민이라면 국민의원들을 선출할 수 있다. 권역별 비례대표제를 채택하고 있으며, 행정구역에 따라 39개의 선거구로 나누어 선거구마다 인구비례로 1석에서 4석까지를 선출한다. 봉쇄조항은 전국 득표율 기준 4% 혹은 최소 1석 이상의 의석을 확보하는 것으로, 이 경우 주별 득표율에 따라 각 주별 보정의석을 통해 의석을 받는 것이 가능하다.
기본적으로 정당명부식 비례대표제를 채택하고 있으나, 불구속명부식 비례대표제도 일부 채택하고 있다. 유권자는 정당뿐만 아니라 자신이 지지하고 싶은 특정 후보에도 3명까지 투표할 수 있는데, 다만 반드시 후보를 골라야 할 의무는 없어 정당에만 투표해도 된다. 후보자가 속한 정당의 전체 득표 수 중 7% 이상을 득표한 후보는 정당 순위와 상관없이 무조건 비례대표 최상위로 올라가며, 그 이후로는 정당 내부에서 결정한 순위를 따른다. 대부분의 법안들은 국민의회에서 발의된다.
한편 상원격에 해당하는 연방의회(Bundesrat)은 총 61석으로 구성되어 있으며, 하원이 가결해 올린 법안을 심의하는 역할을 한다. 그러나 연방의회에서 한번 거부권을 행사한 법안에 대해서도 국민의회에서 다시 가결해서 올리면 이를 거부할 수 있는 권한이 없으며, 게다가 가장 중요한 예산안에 대한 거부권도 없기에 상원의 권한은 오히려 하원에 비하여 작은 편이다. 그러나 연방과 주의 권한을 다루는 법안들과 개헌, 의회 관련 법안, 법역과 관련된 조약 비준 등에 대해서는 무조건적으로 연방의회의 동의를 받아야만 한다.
오스트리아는 삼권분립에 기조하여 양원제로 이루어진 입법부, 총리를 필두로 하는 행정부와 함께 사법부가 상당한 권력을 가지고 있다. 오스트리아의 헌법재판소(Verfassungsgerichtshof)는 타 국가들에 비해서도 그 권한이 강력한 편인데, 이는 사법부가 의회에서 가결시킨 법안일지라도 만일 헌법에 맞지 않는다고 판단되면 이를 개정하게 할 권한이 있기 때문이다. 다만 유럽연합에 가입한 이후로는 유럽 사법재판소 등이 오스트리아 사법에 깊숙이 개입하면서 오스트리아 법원의 독자적인 권한의 범위는 유럽연합 가입 이전에 비해서는 다소 축소된 면이 있다.

### 정당
1999년 오스트리아 자유당은 26.9퍼센트의 득표율을 기록하며 제2당 자리에 올라섰다. 당시 당수로 활동한 외르크 하이더는 인종주의적이고 파시스트라는 비판을 받았다. 외국인 이민 금지 정책을 주장한 하이더의 부친이 나치 돌격대 출신이라는 점도 우려를 샀다.

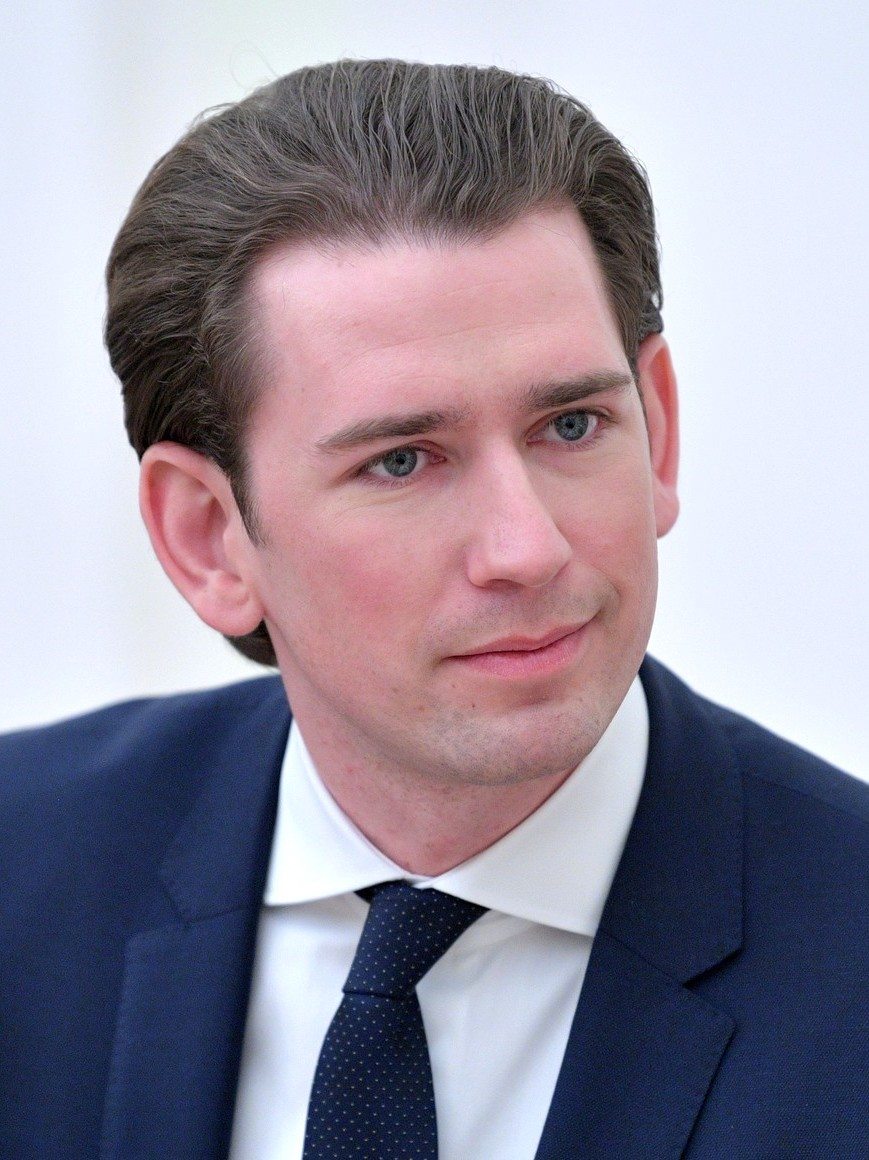
최연소 기록을 갈아치운 제바스티안 쿠르츠 전 연방총리

2006년의 총선 이후 중도좌파 정당인 오스트리아 사회민주당(SPO)가 가장 거대한 정당으로 떠올랐으며, 중도우파 정당인 오스트리아 국민당은 이전보다 8% 가까이 표심을 잃으며 2위 정당으로 내려앉았다. 총선 이후의 정치적 상황 때문에 사회민주당이 국민당을 제외한 다른 군소정당들과 연정을 꾸려 국정을 운영하는 것이 불가능해지자, 사회민주당은 어쩔 수 없이 대연정을 구성하여 사회민주당 출신의 알프레트 구젠바워를 총리로 하고 연립내각을 세웠다. 그러나 이 대연정은 얼마 지나지 않은 2008년 6월에 깨졌다.
2008년 9월에 열린 총선에는 양대 정당인 국민당과 사회민주당 모두 의석수가 줄어들었으나, 여전히 막강한 영향력은 유지할 수 있어서 두 정당만 합쳐도 전체 득표율의 70% 가까이를 차지하였다. 다만 이 선거에서도 여전히 사회민주당이 근소한 차이로 국민당을 제치고 1위를 차지하였다. 사회민주당 출신의 베르너 파이만이 연정을 구성하여 총리로 취임하였다. 한편 녹색당은 전체 득표의 11%를 차지하며 3위 정당으로 떠올랐다. 한편 우파 정당인 ‘오스트리아의 미래를 위한 연합’은 선거 기간 내내 강세를 보였으나 전체 득표율의 20%에 못미치는 성과를 냈다.
2013년의 총선에서 사회민주당은 전체 득표율의 27%를 받았으며, 52개의 의석을 차지했다. 한편 국민당은 24%의 득표율을 받았으며 47석을 차지하며 양대정당이 또다시 의석 대부분을 쓸어갔다. 한편 극우정당인 오스트리아 자유당은 40석의 의석과 21%의 득표율을 보였고, 녹색당은 24석과 12%의 득표율을 가져갔다.
2017년 봄에 대연정이 또다시 깨진 이후에 2017년 10월에 또다시 선거가 열렸는데, 이때 오스트리아 국민당이 젊은 신인 정치인인 제바스티안 쿠르츠를 내세워 국민의회 전체 183석 중 62석을 차지, 31.5%의 득표율을 보이며 원내 최대 정당으로 떠올랐다. 한편 사회민주당은 52석을 차지하고 26.9%의 득표율을 가져갔으며, 51석과 26%의 득표율을 보인 자유당을 아슬아슬하게 앞서며 그 입지가 크게 낮아졌다. 한편 녹색당의 경우에는 3.8%의 득표율을 보이며 의석을 얻을 수 있는 득표율을 얻는데에 실패하며 아예 원내에서 퇴출되고 말았다. 이후 2017년 12월에 우파정당인 국민당과 우파 포퓰리즘 정당인 자유당이 연정을 구성하기로 합의하였고, 제바스티안 쿠르츠를 새로운 총리로 지명하였다. 그러나 연정은 얼마 가지 못하고 깨졌고, 2019년 9월에 또다시 새 선거가 열렸다. 이 선거에서 국민당이 또다시 37.5%에 달하는 득표율을 차지하며 대승을 거두었고, 국민당 정권은 13.9%의 득표를 얻으며 다시 원내로 복귀한 녹색당과 함께 연정을 꾸렸다. 이는 보수 진영과 환경주의 진영이 손을 잡은 최초의 사례다.
2019년 9월의 오스트리아 국민의회 총선거(Nationalratswahl)에서 획득한 의석수를 기준으로 정렬하였다.
- 오스트리아 국민당 : (71석) - 현재 여당이자 중도우파 정당으로, 기독교민주주의를 표방하고 있으며 자유주의, 보수주의를 이념으로 내세우고 있다.
- 오스트리아 사회민주당 : (40석) - 현재 제1야당이자 중도좌파 정당으로, 사회민주주의를 지향하며 현재 오스트리아에서 가장 오래된 정당이다.
- 오스트리아 자유당 : (30석) - 극우 포퓰리즘 정당이다.
- 오스트리아 녹색당 : (26석) - 독일 녹색당과 유사한 환경정당으로, 개혁정당을 추구하고 있다.
- NEOS – 신오스트리아와 자유포럼 : (15석) - 신생 정당으로, 유럽연방주의, 자유주의, 자유경제 등을 이념으로 내세우고 있다.

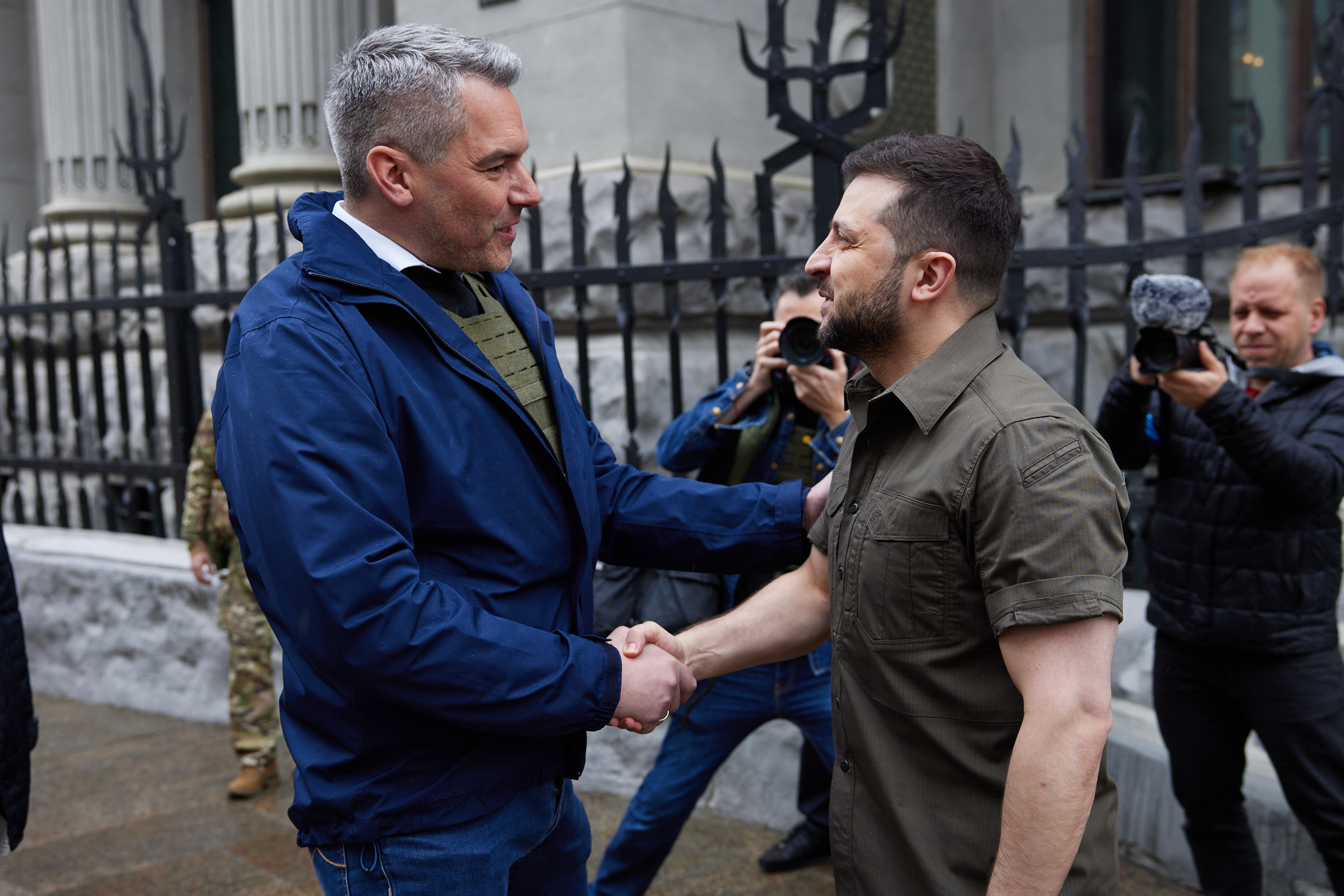
키이우에서 볼로디미르 젤렌스키와 만난 카를 네하머

2021년, 제바스티안 쿠르츠가 부패 스캔들로 사임하며 카를 네하머기 후임으로 선출되었다. 군 출신의 네하머는 난민에 대해 강경한 입장을 고수하고 있다. 내무부 장관 시절인 2020년 11월 빈에서 발생한 총격 테러 당시 정보를 미리 입수했음에도 불구, 미온한 대처로 사태를 악화시켰다는 비판을 받은 바 있다.

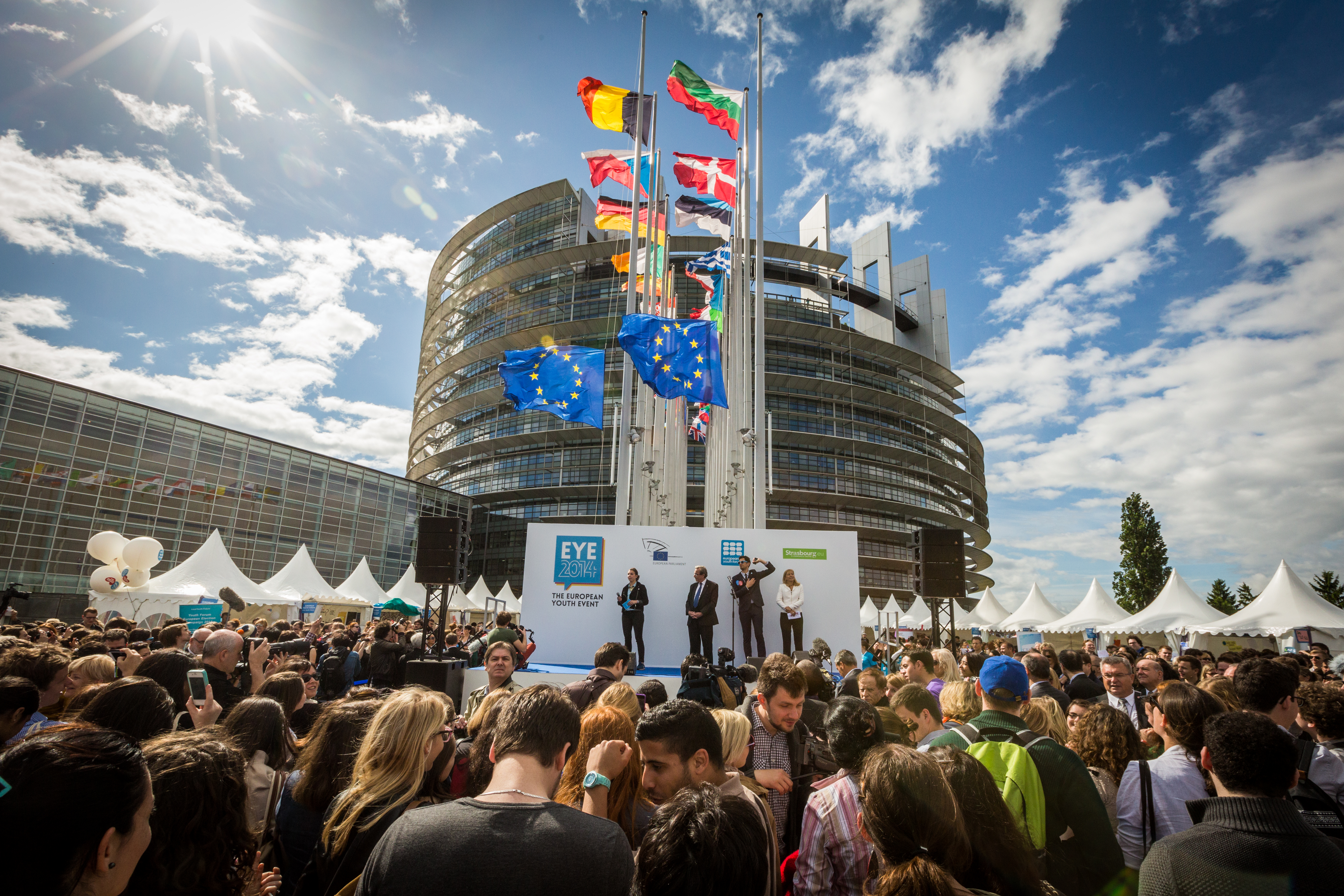
2014년 유럽의회 개회식

### 외교
1955년 오스트리아 국가조약으로 인하여 2차 세계대전 이래 오스트리아를 점령해왔던 연합국들이 마침내 완전히 물러나게 되었고, 오스트리아는 다시 독립적인 주권을 되찾게 되었다. 1955년 10월 26일에 연방의회는 ‘오스트리아는 영구 중립국이다’라는 내용의 헌법을 통과시켰으며, 그 뒤에는 ‘오스트리아는 미래의 그 어떠한 시점에도 군사 동맹에 참여하지 않을 것이며 그 어떠한 외국 군대가 국내에 주둔하는 것도 허용하지 않을 것이다’라는 내용도 포함시켰다. 그때 이후로 오스트리아는 완전한 중립 정책을 기본 골자로 하여 외교 정책을 펴고 있으나, 다만 스위스의 중립과는 약간 결이 다르다.
오스트리아는 소련이 무너진 이후로 ‘중립’의 개념을 약간 다르게 해석하기 시작했다. 1991년에는 이라크에 대한 제재에 동참하였으며, 1995년부터는 EU의 외교 정책에 기본적인 발걸음을 맞추어 나가고 있다. 1995년에는 더 이상 소련의 눈치를 볼 필요가 없게 되자 NATO의 평화유지프로그램에 참여하였으며, 나중에는 보스니아의 평화유지임무에도 참여하였다. 다만 1955년에 명시되어 있는 외국 군대 주둔 금지 조항만큼은 여전히 엄격히 지키고 있다. 오스트리아는 UN의 핵확산방지협약에도 서명했다.

## 지리

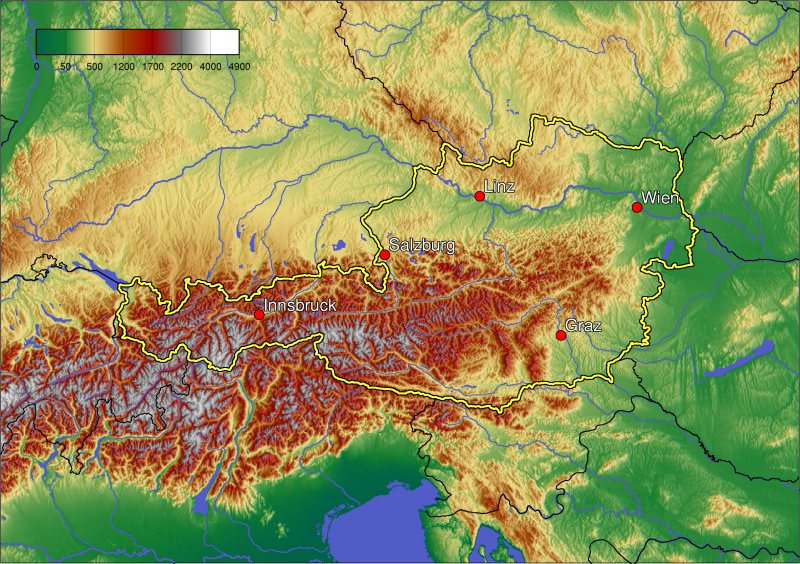
10만 명 이상의 주민이 거주하는 도시가 표시되어 있는 오스트리아의 지형도

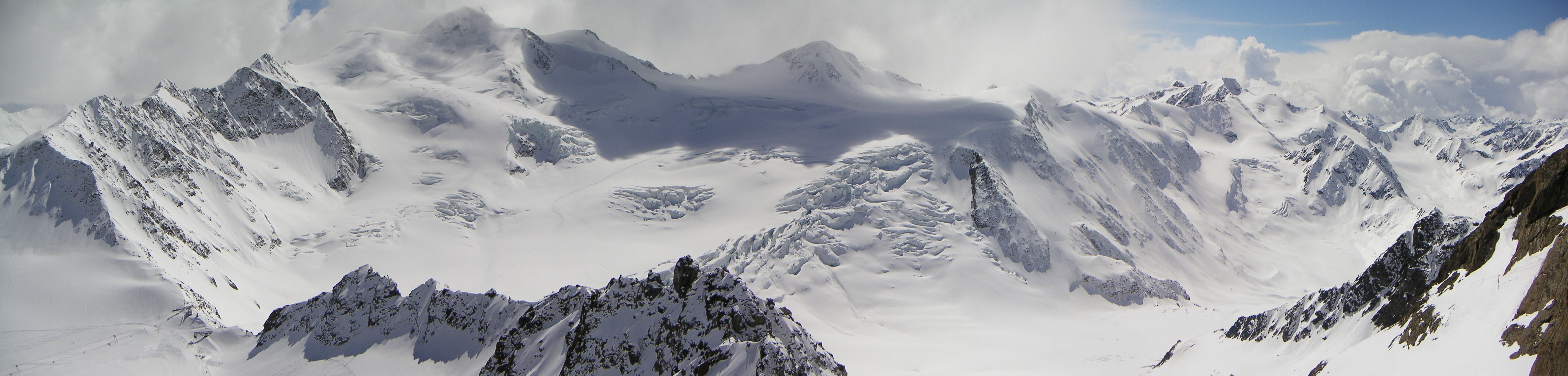
티롤의 외츠탈 계곡 근처에 있는 겨울철 빙하 지역. 가장 높은 봉우리는 오스트리아에서 두 번째로 높은 산인 빌트슈피체(3,768m)이다.

오스트리아는 알프스 산맥에 위치하기 때문에 대부분이 산악 지형이다. 중동부 알프스, 북부 석회암 알프스, 남부 석회암 알프스는 모두 부분적으로 오스트리아에 있다. 오스트리아의 총 면적 83,871km² 중 약 4분의 1만 저지대로 간주되며, 국토의 32%만 500m 미만이다. 오스트리아 서부의 알프스는 동부의 저지대와 평야로 다소 이어진다. 또한 오스트리아는 북위 46도와 49도, 동경 9도와 18도 사이에 위치한다.
산림 면적은 총 토지 면적의 약 47%로, 2020년 기준 3,899,150헥타르(ha)에 해당하며, 이는 1990년 3,775,670헥타르(ha)에서 증가한 수치이다. 2020년 자연 재생림은 2,227,500헥타르(ha)를 차지했고, 조림림은 1,671,500헥타르(ha)를 차지했다. 자연 재생림 중 2%는 일차림이었으며, 산림 면적의 약 23%는 보호구역에 속했다. 2015년 산림 면적의 18%는 공공 소유, 82%는 사유지로, 나머지 0%는 기타 또는 미확인 소유이다.
식물지리학적으로 보면, 오스트리아는 아한대 왕국 내 환북극 지역 중부유럽 지방에 속합니다. 세계자연기금(WWF)에 따르면 오스트리아의 영토는 중부유럽 혼합림, 판노니아 혼합림, 알프스 침엽수림 및 혼합림, 그리고 서유럽 활엽수림의 네 가지 생태지역으로 세분될 수 있다. 한편, 오스트리아의 2018년 산림경관보전지수(FOI) 평균 점수는 10점 만점에 3.55점으로, 172개국 중 149위를 기록했다.

### 기후
오스트리아의 대부분은 서풍이 우세한 서냉대 기후대에 속한다. 알프스 산맥이 국토의 거의 4분의 3을 차지하기 때문에 고산 기후가 우세하다. 동부의 판노니아 평원과 다뉴브 강 계곡을 따라가는 지역은 고산 지역보다 비가 적게 내리는 대륙성 기후를 보인다.
| 포어랄베르크 레히(1440m, 1982~2012년 평균기온)의 기후 | 포어랄베르크 레히(1440m, 1982~2012년 평균기온)의 기후 | 포어랄베르크 레히(1440m, 1982~2012년 평균기온)의 기후 | 포어랄베르크 레히(1440m, 1982~2012년 평균기온)의 기후 | 포어랄베르크 레히(1440m, 1982~2012년 평균기온)의 기후 | 포어랄베르크 레히(1440m, 1982~2012년 평균기온)의 기후 | 포어랄베르크 레히(1440m, 1982~2012년 평균기온)의 기후 | 포어랄베르크 레히(1440m, 1982~2012년 평균기온)의 기후 | 포어랄베르크 레히(1440m, 1982~2012년 평균기온)의 기후 | 포어랄베르크 레히(1440m, 1982~2012년 평균기온)의 기후 | 포어랄베르크 레히(1440m, 1982~2012년 평균기온)의 기후 | 포어랄베르크 레히(1440m, 1982~2012년 평균기온)의 기후 | 포어랄베르크 레히(1440m, 1982~2012년 평균기온)의 기후 | 포어랄베르크 레히(1440m, 1982~2012년 평균기온)의 기후 |
| 월                                                    | 1월                                                   | 2월                                                   | 3월                                                   | 4월                                                   | 5월                                                   | 6월                                                   | 7월                                                   | 8월                                                   | 9월                                                   | 10월                                                  | 11월                                                  | 12월                                                  | 연간                                                  |
| ----------------------------------------------------- | ----------------------------------------------------- | ----------------------------------------------------- | ----------------------------------------------------- | ----------------------------------------------------- | ----------------------------------------------------- | ----------------------------------------------------- | ----------------------------------------------------- | ----------------------------------------------------- | ----------------------------------------------------- | ----------------------------------------------------- | ----------------------------------------------------- | ----------------------------------------------------- | ----------------------------------------------------- |
| 일평균 최고 기온 °C (°F)                              | −0.7 (30.7)                                           | 0.3 (32.5)                                            | 3.5 (38.3)                                            | 7.1 (44.8)                                            | 11.8 (53.2)                                           | 17.4 (63.3)                                           | 16.8 (62.2)                                           | 14.3 (57.7)                                           | 15.1 (59.2)                                           | 9.7 (49.5)                                            | 3.7 (38.7)                                            | 0.1 (32.2)                                            | 8.3 (46.9)                                            |
| 일일 평균 기온 °C (°F)                                | −4.5 (23.9)                                           | −3.7 (25.3)                                           | −0.6 (30.9)                                           | 2.9 (37.2)                                            | 7.3 (45.1)                                            | 10.6 (51.1)                                           | 12.7 (54.9)                                           | 12.2 (54.0)                                           | 9.9 (49.8)                                            | 5.6 (42.1)                                            | 0.4 (32.7)                                            | −3.3 (26.1)                                           | 4.1 (39.4)                                            |
| 일평균 최저 기온 °C (°F)                              | −8.2 (17.2)                                           | −7.6 (18.3)                                           | −4.7 (23.5)                                           | −1.3 (29.7)                                           | 2.8 (37.0)                                            | 6.0 (42.8)                                            | 8.0 (46.4)                                            | 7.7 (45.9)                                            | 5.6 (42.1)                                            | 1.6 (34.9)                                            | −2.9 (26.8)                                           | −6.6 (20.1)                                           | 0.0 (32.1)                                            |
| 평균 강수량 mm (인치)                                 | 59 (2.3)                                              | 54 (2.1)                                              | 56 (2.2)                                              | 70 (2.8)                                              | 103 (4.1)                                             | 113 (4.4)                                             | 133 (5.2)                                             | 136 (5.4)                                             | 95 (3.7)                                              | 67 (2.6)                                              | 78 (3.1)                                              | 66 (2.6)                                              | 1,030 (40.5)                                          |
| 출처 1:                                               |                                                       |                                                       |                                                       |                                                       |                                                       |                                                       |                                                       |                                                       |                                                       |                                                       |                                                       |                                                       |                                                       |
| 출처 2: “Lech climate data”.                          |                                                       |                                                       |                                                       |                                                       |                                                       |                                                       |                                                       |                                                       |                                                       |                                                       |                                                       |                                                       |                                                       |

| 티롤 쿠타이(2060m, 1982~2012년 평균기온)의 기후 | 티롤 쿠타이(2060m, 1982~2012년 평균기온)의 기후 | 티롤 쿠타이(2060m, 1982~2012년 평균기온)의 기후 | 티롤 쿠타이(2060m, 1982~2012년 평균기온)의 기후 | 티롤 쿠타이(2060m, 1982~2012년 평균기온)의 기후 | 티롤 쿠타이(2060m, 1982~2012년 평균기온)의 기후 | 티롤 쿠타이(2060m, 1982~2012년 평균기온)의 기후 | 티롤 쿠타이(2060m, 1982~2012년 평균기온)의 기후 | 티롤 쿠타이(2060m, 1982~2012년 평균기온)의 기후 | 티롤 쿠타이(2060m, 1982~2012년 평균기온)의 기후 | 티롤 쿠타이(2060m, 1982~2012년 평균기온)의 기후 | 티롤 쿠타이(2060m, 1982~2012년 평균기온)의 기후 | 티롤 쿠타이(2060m, 1982~2012년 평균기온)의 기후 | 티롤 쿠타이(2060m, 1982~2012년 평균기온)의 기후 |
| 월                                              | 1월                                             | 2월                                             | 3월                                             | 4월                                             | 5월                                             | 6월                                             | 7월                                             | 8월                                             | 9월                                             | 10월                                            | 11월                                            | 12월                                            | 연간                                            |
| ----------------------------------------------- | ----------------------------------------------- | ----------------------------------------------- | ----------------------------------------------- | ----------------------------------------------- | ----------------------------------------------- | ----------------------------------------------- | ----------------------------------------------- | ----------------------------------------------- | ----------------------------------------------- | ----------------------------------------------- | ----------------------------------------------- | ----------------------------------------------- | ----------------------------------------------- |
| 일평균 최고 기온 °C (°F)                        | −3.3 (26.1)                                     | −3.2 (26.2)                                     | −0.9 (30.4)                                     | 2.3 (36.1)                                      | 7.0 (44.6)                                      | 10.4 (50.7)                                     | 12.7 (54.9)                                     | 12.3 (54.1)                                     | 9.6 (49.3)                                      | 6.3 (43.3)                                      | 0.5 (32.9)                                      | −2.4 (27.7)                                     | 4.3 (39.7)                                      |
| 일일 평균 기온 °C (°F)                          | −6.6 (20.1)                                     | −6.5 (20.3)                                     | −4.2 (24.4)                                     | −1.1 (30.0)                                     | 3.4 (38.1)                                      | 6.6 (43.9)                                      | 8.8 (47.8)                                      | 8.6 (47.5)                                      | 6.4 (43.5)                                      | 2.9 (37.2)                                      | −2.4 (27.7)                                     | −5.4 (22.3)                                     | 0.9 (33.6)                                      |
| 일평균 최저 기온 °C (°F)                        | −9.9 (14.2)                                     | −9.8 (14.4)                                     | −7.5 (18.5)                                     | −4.4 (24.1)                                     | −0.2 (31.6)                                     | 2.9 (37.2)                                      | 4.9 (40.8)                                      | 4.9 (40.8)                                      | 3.3 (37.9)                                      | −0.5 (31.1)                                     | −5.2 (22.6)                                     | −8.4 (16.9)                                     | −2.5 (27.5)                                     |
| 평균 강수량 mm (인치)                           | 73 (2.9)                                        | 66 (2.6)                                        | 80 (3.1)                                        | 87 (3.4)                                        | 115 (4.5)                                       | 126 (5.0)                                       | 148 (5.8)                                       | 138 (5.4)                                       | 96 (3.8)                                        | 74 (2.9)                                        | 83 (3.3)                                        | 72 (2.8)                                        | 1,158 (45.5)                                    |
| 출처 1:                                         |                                                 |                                                 |                                                 |                                                 |                                                 |                                                 |                                                 |                                                 |                                                 |                                                 |                                                 |                                                 |                                                 |
| 출처 2: “Kühtai climate data”.                  |                                                 |                                                 |                                                 |                                                 |                                                 |                                                 |                                                 |                                                 |                                                 |                                                 |                                                 |                                                 |                                                 |

## 인구
오스트리아 통계기관의 연구에 따르면 오스트리아의 인구는 2020년 기준으로 약 900만 명 정도이다. 이 중 수도인 빈에 190만 명 정도가 살고 있으며, 교외 지역까지 합치면 약 260만 명에 이른다. 이 때문에 전체 인구의 4분의 1 가까이가 수도권에 모여 살고 있어 상당히 수도 근교에 인구 밀집도가 높다. 또한 빈 지역은 삶의 질이 높고 부유층이 많이 모여살기로 유명하다.
최대 도시는 당연히 수도인 빈이고, 크기로만 따지면 제2의 도시는 그라츠로 약 291,007명의 인구를 보유하고 있다. 그 뒤를 206,604명의 린츠, 155,031명의 잘츠부르크, 131,989명의 인스부르크, 101,303명의 클라겐푸르트가 잇고 있다. 나머지 도시들은 모두 인구가 10만 명에 미치지 못한다. 유로스태트에 의하면 2018년 기준으로 오스트리아에는 총 169만 명의 외국인들이 있다고 하며, 이는 전체 인구의 19.2%에 달하며 상당히 높은 수치라고 한다. 이들 중 928,700여 명이 유럽 바깥 대륙에서 태어났으며 762,000여 명이 유럽 내에서 본적을 두고 있다. 또한 483,100여 명에 달하는 외국 출생 이민자들도 수용하고 있다.
오스트리아 인구의 대부분을 차지하는 민족은 당연히 게르만어를 사용하는 독일계 출신 백인들이다. 그 외에도 오스트리아에서 가장 수가 많은 민족들 중 하나에 투르크족이 있다. 대략 35만 명 정도가 거주하고 있으며, 2003년 기준으로만 13,000여 명의 투르크인들이 국내에 입국했으며 같은 해에 2,000여 명 정도만이 오스트리아를 떠나며 거의 순유입이 이루어졌다. 이 외에도 세르비아인, 크로아티아인, 보스니아인, 마케도니아인, 슬로베니아인 등이 많아 전체 인구의 5.1% 정도를 차지한다.
2017년 기준으로 오스트리아의 합계출산율은 여성 1명당 약 1.52명이다. 인구를 그대로 유지할 수 있는 기준인 2.1명보다 적은 수준이다. 타 유럽 국가처럼 동거가 일반화된 사회인데, 2015년 기준으로 전체 출생아의 42.1%가 미혼 부부 사이에서 태어났다. 오스트리아는 세계에서 가장 노령화가 많이 진행된 나라들 중 하나로, 평균 나이가 44.2세에 이른다. 2016년 기준으로 기대 수명은 81.5세로, 남성은 78.9세, 여성은 84.3세이다. 오스트리아는 2080년 기준으로 약 1,000만 명 수준으로 인구가 증가할 것으로 예측하고 있다.

## 군대

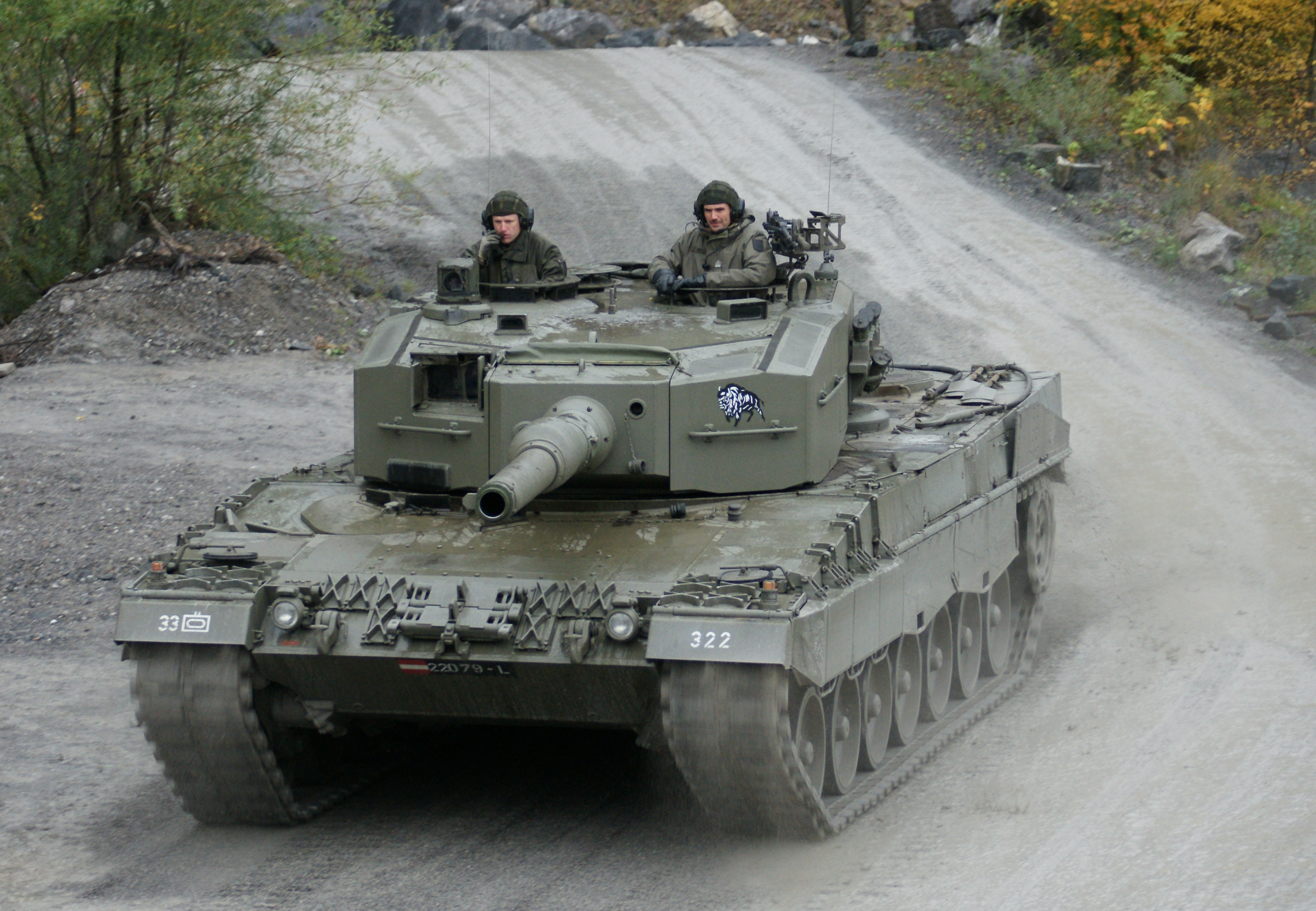
오스트리아 육군

오스트리아 군대는 징병제를 채택하고 있으며, 17세 이상의 모든 남성들은 의무적으로 군대에 징집되어 6개월 간 복무해야 한다. 이외에도 16세에 다다른 모든 남성과 여성들은 군대에 자원해서 입대할 수도 있다. 하지만 양심적 병역거부가 법적으로 허가되어 대상자 중 40퍼센트가 넘는 사람들이 대체복무를 택한다. 이 경우에는 9개월 간 정부 공공기관에서 행정 업무를 대신 본다. 1998년 이래부터는 여성들도 직업군인으로 군대에 자원해서 가는 것이 허가되었다.
오스트리아는 사면이 육지로 둘러싸여 있고 해안가가 아예 없어서, 현재 오스트리아군은 육군(Landstreitkräfte)과 공군(Luftstreitkräfte)만 존재하고 해군은 없다. 그 외에도 국제부대도 있으며 특수부대도 따로 존재한다. 2012년 기준으로 오스트리아의 국방비 지출은 대략 GDP의 0.8% 정도이며, 현재 군대의 총인원은 26,000여 명 정도이며 이들 중 12,000여 명이 징병된 군인들이다. 오스트리아 대통령이 명목상으로 군 최고통수권자이나, 실질적인 국방 업무는 2020년 5월 기준으로 클라우디아 태너 국방부장관이 감독하고 있다.
오스트리아는 냉전이 점차 종식되고 철의 장막이 걷어지면서, 점차 헝가리나 체코슬로바키아 등의 동구권 국가들과 국경을 마주보고 대치할 필요가 없어지면서 군대를 점차 감축해왔으며, 현재는 거의 불법 이민자들을 차단하는 용도로만 군대를 운용하고 있다. 그러나 그마저도 2008년에 헝가리와 슬로바키아가 솅겐 조약에 가입하면서 거의 임무를 수행할 필요가 사라졌으며, 이 때문에 군대의 수는 갈수록 감축되고 있다. 따라서 군대의 투입 범위도 굉장히 제한적이며, 오직 국가적 재난 사태 등 정말 위급한 경우에 경찰력을 총동원해도 도저히 수습이 되지 않을 경우에만 군대가 주로 투입된다.
오스트리아는 가장 대표적인 영세 중립국으로, 주로 UN 주도의 평화유지 임무에 군대를 잘 파병하는 것으로 알려져 있다. 그 외에도 오스트리아 재난구호군(AFDRU)는 오로지 자원봉사자들만으로 구성되어 있으며, 특수탐지견 전문가들 등 특수종사자들도 있다. 현재에는 주로 보스니아나 코소보 등의 분쟁지역들에 오스트리아군이 대거 파견되어 있다.

## 경제

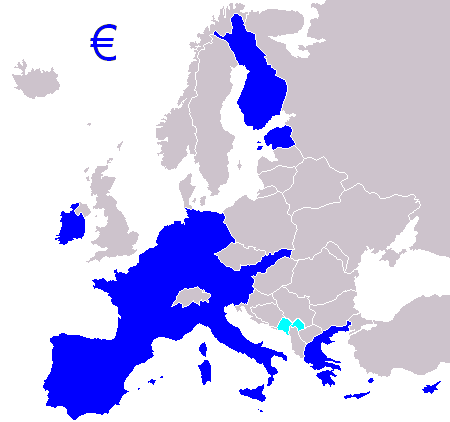
유로존의 지도

현재 오스트리아는 1인당 GDP가 높은 고소득 국가이자 30위권의 경제규모를 갖고 있는 소규모 개방경제국이다. 오스트리아는 역사적으로 서유럽에서 가장 부유한 국가였다. 세계대전 이후 피폐해진 경제가 유럽 부흥 계획에 힘입어 1980년대까지 급속히 발전하였다. 오스트리아는 1인당 GDP로는 세계에서 가장 높은 수준을 차지하는 국가들 중 하나이다. 고도로 산업화된 경제구조를 가지고 있으며, 시장경제원리를 중심으로 한 대표적 자본주의적 국가들 중 하나이다. 1980년대까지만 해도 오스트리아의 주 산업들은 대부분이 국영산업이었으나, 90년대 이래로 산업 사유화가 본격적으로 시행되어 거의 타 유럽 국가들과 비등한 수준으로 민간사업자들의 비중이 커졌다. 오스트리아에서는 또한 노동계가 특히 강력한 편으로, 정치계와 재계에도 그 목소리가 강력하다. 워낙 많은 양의 문화유산들을 보유하고 있기에 국제 관광으로도 많은 수입을 벌어들이고 있다.
오스트리아는 역사적으로 독일과 최대 경제 교역국 관계를 맺어왔으며, 이 때문에 심지어 현재까지도 독일 경제상황에 영향을 크게 받는다. 그러나 유럽 연합에 가입한 이후부터는 점차 타 유럽 국가 경제권들에도 묶이게 되면서 독일과의 경제 의존도도 어느 정도 감소하게 되었다. 또한 EU 가입으로 인하여 유럽 경제권에 완전히 편입되면서 해외 투자가 굉장히 증가하였고, 2006년 기준으로는 성장률이 3.3%에 이르기도 했다. 현재는 유럽과 완전히 시장이 통합되어 전체 수입품들의 최소 67%가 타 유럽 국가들로부터 들어오고 있다.
오스트리아도 2008년 금융위기를 피해갈 수는 없었는데, 이 때문에 수많은 금융회사들이 무너지고 경제도 상당히 악화되었다. 가장 대표적으로 하이포 알페-아드리아 은행이 파산하여 2009년 12월에 정부 구제를 받고 겨우 기사회생한 적도 있는데, 2014년까지도 이 구제를 제대로 상환하지 못하여 총리가 직접 우려를 표한 적도 있다.
이 나라의 1인당 GDP는 49,900 달러로 세계에서 24번째로 부유한 나라이며(CIA기준), 이는 유럽 국가 중 14번째로 높은 것이다.
유럽 NUTS 지역구분에 따르면 수도 빈은 유럽내 5번째로 1인당 GDP가 높은 도시이다.

### 무역
2017년 기준으로 오스트리아의 주요 수출 상대국은 독일(29.71%), 미국(6.60%), 이탈리아(6.25%), 스위스(5.22%), 프랑스(4.85%)이다. 주요 수입 상대국은 독일(36.54%), 이탈리아(6.09%), 중국(5.72%), 스위스(5.40%), 체코(4.30%)이다. 2017년 기준으로 총수출액은 159,971백만 달러, 총수입액은 166,475백만 달러이다. 주요 수출 품목은 의약품(4,887백만 달러), 엔진(4,321백만 달러)이다. 주요 수입 품목은 엔진(4,593백만 달러), 의약품(3,146백만 달러), 석유 제품(3,719백만 달러), 원유(3,046백만 달러), 천연가스(2,941백만 달러)이다.

### 산업
산업별 국민총생산은 서비스업 65.8%, 제조업 32.3%, 농업 1.7%로 상대적으로 농업 의존도가 낮다. 이는 국토 대부분이 산지이고 임업 자원을 제외하면 부족한 지하자원 때문이다. 과거 철과 석탄을 많이 생산했으나 최근에는 가격경쟁력의 저하로 광업이 대부분 비활성된 상태이다. 이 나라는 발달된 기술로 스와로브스키, 실루엣 등 호화 상품을 생산하고 있다. 오스트리아는 아름다운 자연과 역사와 음악을 간직한 도시를 보기위한 관광객이 쇄도하여 관광업이 크게 발달하였다. 관광업은 이 나라의 주산업으로 전체 GDP의 10%를 차지하고 있다.

## 행정 구역

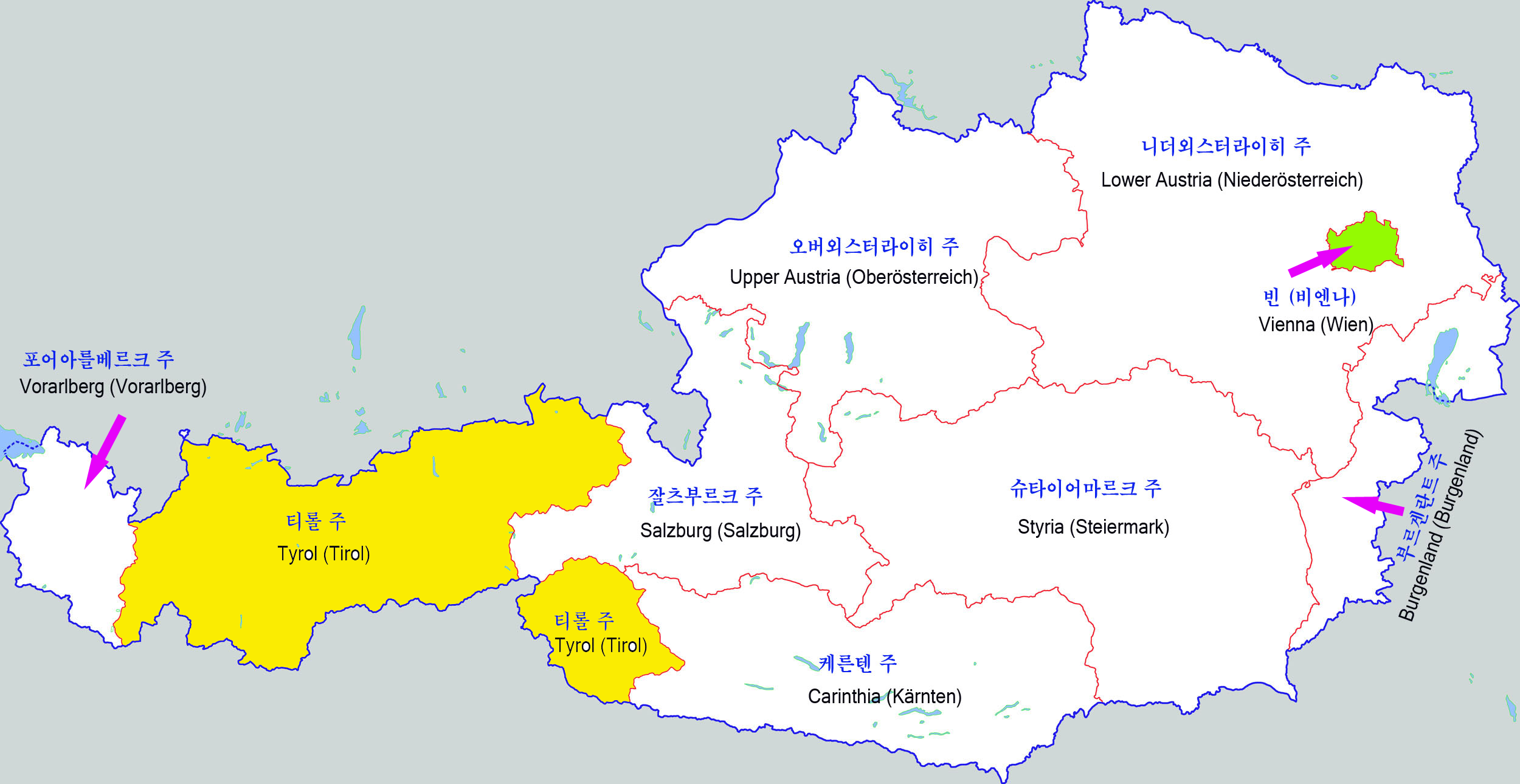
오스트리아의 지리상의 위치

오스트리아는 9개의 연방주(Bundesländer)로 구성된 국가이며, 기본적으로 연방국가인 덕분에 타 국가들에 비하여 주들의 권한이 꽤나 강력하다. 주들은 또다시 지구(Bezirke)와 헌장도시((Statutarstädte)로 나누어진다. 지구들은 또다시 게마인데(Gemeinden) 등으로 나누어지기도 한다. 도시들은 종종 지구나 시, 이 행정구역들 중 하나로 편입되는데, 수도인 빈만큼은 도시와 주의 지위를 동시에 가지고 있어 특별대우를 받고 있다.
오스트리아는 연방국가인만큼, 주는 단순한 지리적 구분이 아니라 따로 독립된 정부를 가지고 있다. 이 때문에 국방, 경제 등의 업무를 제외한 복지, 문화, 자연보호, 건설, 사냥 등의 업무를 총괄하기도 한다. 그러나 오스트리아의 영토가 워낙 작은 탓에, 굳이 주 정부를 따로 운용할 필요가 있는지 의문이 제기되기도 한다.
- 빈
- 니더외스터라이히주 (장크트푈텐)
- 오버외스터라이히주 (린츠)
- 부르겐란트주 (아이젠슈타트)
- 슈타이어마르크주 (그라츠)
- 케른텐주 (클라겐푸르트)
- 잘츠부르크주 (잘츠부르크)
- 티롤주 (인스브루크)
- 포어아를베르크주 (브레겐츠)

## 문화

### 음악

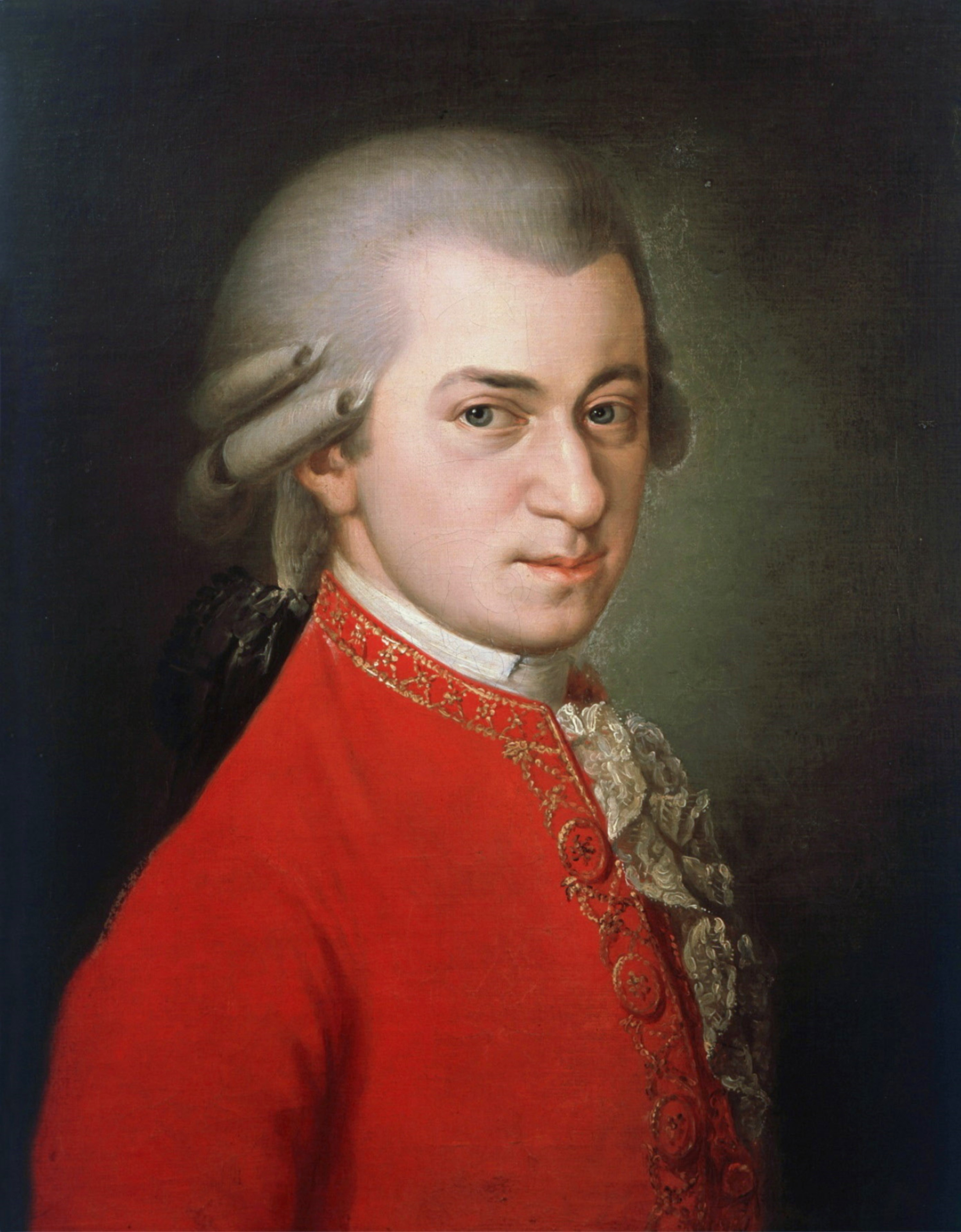
오스트리아의 대표적인 음악가인 볼프강 아마데우스 모차르트

유럽 음악의 중심지인 오스트리아는 왈츠와 요들의 고장으로 낭만주의 음악, 바로크 음악, 궁정 음악 뿐만아니라 현대 음악과 같이 전 분야에 걸쳐 수많은 음악가들을 배출했다. 오스트리아는 하이든, 모차르트, 슈베르트, 안톤 브루크너, 프란츠 리스트, 요한 슈트라우스 1세와 2세 등과 같은 유명한 작곡가들의 출생지이며, 수도 빈은 앞서 언급한 음악가들 뿐만 아니라 카를 체르니, 프리츠 크라이슬러 등 저명한 음악가들의 활동지였다.
게다가 18, 19세기 합스부르크 왕가의 적극적인 후원으로 여러 작곡가들이 빈에서 활발한 음악 활동을 할 수 있었고 이는 빈을 유럽 음악의 수도로 널리 알리는 데에도 크게 기여하였다.
그 외에도 독일 출신의 루트비히 판 베토벤, 요하네스 브람스 등의 작곡가들도 인생의 대부분을 오스트리아에서 보냈다. 오스트리아의 현재 국가는 모차르트가 제작한 것으로, 하이든이 작곡한 기존의 국가를 2차 세계대전이 끝난 이후에 대체하기 위하여 새롭게 선정한 것이다. 반면 현재 독일의 국가는 하이든이 작곡한 곡이다.
오스트리아는 작곡가 뿐만 아니라 헤르베르트 폰 카라얀, 카를 뵘, 구스타프 말러, 카를로스 클라이버와 같은 세계적인 지휘자도 배출해냈다. 그 외에 빈을 중심으로 활동하고 있는 빈 필하모닉 오케스트라는 세계적인 오케스트라이들 중 하나로 꼽히며 그 명성도 매우 높다.
다음은 오스트리아의 음악가 목록이다.
- 볼프강 아마데우스 모차르트
- 프란츠 슈베르트
- 요한 슈트라우스 2세
- 요제프 하이든
- 프란츠 리스트 (헝가리 출생)
- 카를 체르니
- 아르놀트 쇤베르크
- 헤르베르트 폰 카라얀
- 구스타프 말러
- 프란츠 폰 주페
- 프리츠 크라이슬러
- 안톤 베베른
- 후고 볼프
- 카를 뵘
- 카를로스 클라이버
- 알렉산더 폰 쳄린스키
- 에른스트 크레네크
- 파울 바두라스코다
- 프란츠 안톤 호프마이스터
- 안톤 브루크너
- 알반 베르크
- 고트프리트 폰 아이넴
- 프리드리히 굴다
- 니콜라우스 아르농쿠르
- 죄르지 리게티

오스트리아는 수백년 간 신성로마제국의 중심지 역할을 수행하는 동안 음악과 건축, 미술 등 문화·예술이 매우 발달하였다.
오스트리아 출신 노벨상수상자는 20명으로 인구당 노벨상 수상자는 세계 5위이다.
구스타프 클림트와 같은 아르누보 예술의 대표 화가를 배출해냈고 오토 바그너와 같은 대표적인 근대 건축가 또한 이 나라 출신이다. 아널드 슈워제네거, 아돌프 히틀러, 마리 앙투아네트, 쿠르트 괴델은 이 나라 출신이나 다른 국가의 국적을 얻거나 그곳에서 활동한 유명한 인물들이다.

### 종교
오스트리아의 종교 (2017년 기준)
2001년 기준으로 오스트리아 전체 인구의 74% 정도가 가톨릭를 믿었다. 또한 인구의 5% 정도가 개신교를 믿었다. 오스트리아의 기독교인들, 즉 천주교 신자들과 개신교인들 모두가 수입의 1% 정도를 반드시 교회에 상납해야 하며, 이를 ‘교회기부금(Kirchenbeitrag)’이라고 부른다. 20세기 후반부터 점차 기독교 신자수가 줄어들고 있는데, 2018년에 새롭게 조사한 결과에 의하면 전체 오스트리아 인구의 56,9% 밖에 되지 않는 5,050,000여 명 정도만이 가톨릭 신자라고 하였다. 2015년 기준으로 일요일 예배에 참석률은 605,828명으로, 전체 인구의 7% 밖에 되지 않았다. 루터교 교회도 2001년과 2016년 사이에 무려 74,421명에 달하는 신도들이 이탈하였다고 전한다.
2001년 조사결과에 의하면 전체 인구의 12% 정도가 종교가 없다고 밝혔으며, 2015년에는 이 비율이 20% 정도로 급격하게 증가하였다. 한편 기독교도, 종교가 없는 사람들도 제외한 나머지 사람들 중에서는 터키나 보스니아, 코소보에서 이민을 온 무슬림 신자들이 많으며, 특히 2016년에는 70만 명을 기록하며 무려 15년 만에 2배 가까운 성장세를 보이며 오스트리아 내에서 가장 많은 증가세를 기록하였다. 또한 18만 명 정도가 세르비아에서 이민을 온 정교회 신자들이며, 21,000여 명 정도의 사람들이 여호와의 증인을 믿으며 8,100여 명 정도가 유대교를 믿는다.

### 언어
가장 대표적으로 사용되는 언어는 오스트리아 독일어로, 교육, 출판, 공공시설, 웹사이트 등에서 대부분의 사람들은 오스트리아 독일어를 사용한다. 오스트리아 독일어는 거의 대부분이 독일어와 비슷하지만, 어휘나 문법이 약간 다르다. 독일과 오스트리아, 스위스, 리히텐슈타인 등 독일어권 국가들은 독일에서 사용하는 독일어를 표준 독일어로 지정하고 공용어로 사용하고 있으며, 이탈리아, 벨기에, 덴마크 등지에서도 궤를 같이 하고 있다. 다만 오스트리아 독일어는 타 독일어 방언들에 비해서는 약간 독특한 면이 있어서, 다른 독일어권 국가들과 바로 소통하기에는 약간 무리가 있다. 오스트리아 인구의 88.6%가 독일어나 그 방언을 사용하며, 이중에는 오스트리아에 거주하는 독일인 2.5%도 포함한다. 오스트리아 독일어 다음으로 많이 사용되는 언어는 튀르키예어 2.8%, 세르비아어 2.21%, 크로아티아어 1.63%, 영어 0.73%, 헝가리어 0.51%, 보스니아어 0.43% 등이 있다.
오스트리아 연방주들 중 하나인 카린시아와 스티리아 등 오스티라아 극동부 지방에는 슬라브어 계통의 언어를 사용하는 소수민족들이 살고 있다. 특히 이전 오스트리아-헝가리 제국 시절에 헝가리의 영향을 지대하게 많이 받았기 때문에, 헝가리어와 크로아티아어를 사용하는 사람들도 있다. 또한 역사적으로도 동구권 국가들에서 온 국제이민 노동자들과 그들의 후손들, 그리고 유고슬라비아 내전을 피하여 도망쳐온 난민들과 그 후손들로 구성된 비오스트리아 출생 국적자들도 상당히 많은 수이며, 1994년부터는 집시족들도 공식적인 소수민족으로 인정을 받았다.
2001년 연구결과에 의하면 오스트리아에는 약 710,926명의 외국인들이 살고 있다고 전했고, 이들 중 283,334명이 옛 유고슬라비아에서 넘어온 사람들이라고 전했다. 오스트리아에서 2번째로 많이 쓰이는 언어는 터키어로, 대략 20만 명에서 30만 명 정도가 사용하며 주로 주변의 쿠르드족이나 튀르키예에서 넘어온 사람들이 사용한다. 3번째로 많이 사용되는 언어는 독일어로, 약 124,392명 정도가 독일어를 사용한다. 주로 독일, 스위스, 이탈리아의 티롤 주, 루마니아, 소련 등에서 넘어온 독일계 이민자들이 즐겨 사용하는 편이다.

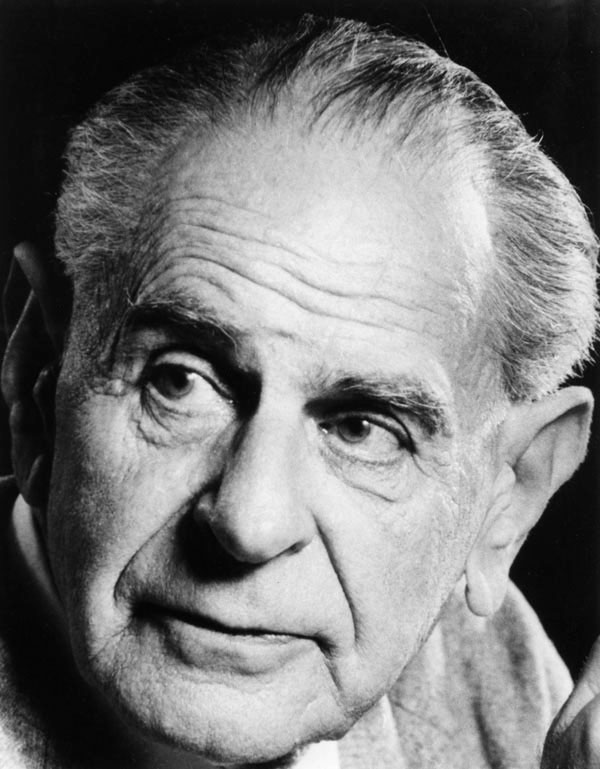
20세기 최고 철학자들 중 하나인 칼 포퍼

### 과학
보통 오스트리아는 예술이나 문화 쪽으로 잘 알려져 있으나, 사실은 수많은 저명 과학자들이 탄생한 과학의 중심지이기도 하다. 가장 대표적으로 19세기를 풍미한 물리학자들인 루드비히 볼츠만, 에른스트 마흐, 프란츠 헤스, 크리스티안 도플러 등이 있다. 20세기의 경우에는 리제 마이트너, 에르윈 슈뢰딩거, 볼프강 파울리 등이 등장하였으며, 양자역학 발전의 중심지로서 1920년대와 30년대 내내 유럽 과학의 핵심 지위를 유지하였다. 현시대에서 가장 유명한 오스트리아 출신 과학자는 광양자 전송을 성공시킨 안톤 젤링거 등이 있다.
오스트리아는 물리학 뿐만 아니라 20세기의 가장 대표적인 철학자들 중 하나인 루트비히 비트겐슈타인과 카를 포퍼 등의 출생지이기도 하다. 또한 생물학자인 그레고리 멘델과 콘라드 로렌츠, 수학자인 쿠르트 괴델, 그 외에도 페르디난드 포르셰와 지크프리트 마르쿠스 등도 오스트리아 출생이다.
오스트리아는 약학과 생물학, 심리학에도 조예가 깊은 국가이다. 심지어 중세에도 파라셀수스 등 유명한 생물학자들이 있었으며, 19세기 빈 의학대학에서 테오로트 빌로트, 클레멘스 폰 피르케 등의 학자들이 이름을 널리 알렸다. 또한 시그문트 프로이트 등 심리학의 대가의 출생지이며, 개인심리학의 창립자인 알프레드 아들러, 심리학자인 빅토르 프랑클, 한스 아르페르거, 파울 바츨라빅 등도 오스트리아 출신이다.
오스트리아 경제대학도 유럽 내부에서 가장 명성이 높은 대학들 중 하나로, 가장 대표적으로 카를 멩거, 조지프 슘페터, 프리드리히 하이에크, 루트비히 폰 미제스 등의 경제학자들이 오스트리아 출신이다. 또다른 오스트리아 출신의 학자들 중에서는 피터 드러커, 사회학자 폴 펠릭스, 과학자 구스타브 노살 등이 있다.

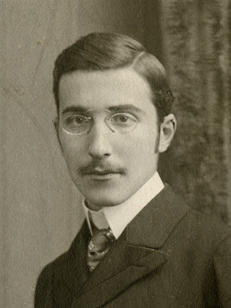
오스트리아를 대표하는 극작가인 슈테판 츠바이크

### 예술
유명 오스트리아 화가로는 페르디난트 게오르그 발트뮐러, 루돌프 폰 알트, 한스 마카르트, 구스타프 클림트, 에곤 실레, 오스카르 코코슈카, 칼 몰, 프리덴슈라이히 훈데르트바서 등이 있고 사진가로는 매그넘 최초의 여성 작가인 잉게 모라스, 에른스트 하스 등이 있다. 이 가운데 상당수의 예술가들이 빈 미술 아카데미와 빈 응용예술대학교를 거쳤다.
오스트리아의 지배 가문이었던 합스부르크 가문은 자신들의 명성을 과시하기 위하여 일부러 예술계와 문학계에 막대한 지원을 해주었고, 이덕분에 오스트리아는 유럽 전역에서도 알아주는 문학의 중심지로 떠오를 수 있었다. 유명한 오스트리아 출신의 문학가들 중에서는 소설가 프란츠 카프카, 아르투어 슈니츨러, 슈테판 츠바이크, 토마스 베른하르트, 로베르트 무질, 시인 게오르크 트라클, 프란츠 베르펠, 프란츠 그릴파르처, 라이너 마리아 릴케, 아달베르트 슈티프터, 카를 크라우스 등이 있다. 유명한 현대 극작가와 소설가로는 노벨 수상자이기도 한 엘프리데 옐리네크, 관객모독의 페터 한트케, 다니엘 켈만이 있다.

### 요리
오스트리아의 요리는 기본적으로 오스트리아-헝가리 제국의 귀족 요리를 기본으로 하고 있으며, 몇 세기에 걸쳐 유럽 최고 가문으로 명성을 누린 합스부르크 가문이국가의 요리답게 굉장히 화려하고 다양한 식재료를 사용하는 것으로 유명하다. 주로 소고기, 돼지고기, 야채를 다채롭게 사용하는 것으로 명성이 높다. 또한 슈트루델에 사과를 넣어 만든 아펠슈트루델이 유명한데, 사과 외에 커스터드나 밀크크림, 치즈 등을 넣어 만드는 과자들도 유명하다.

오스트리아를 대표하는 요리들 중에서는 비너 슈니쩰, 팬케이크 디저트인 카이저슈맘, 고기 경단인 클로스, 송아지고기 등을 육수에 삶아내어 먹는 타펠슈피츠, 초콜릿과 살구잼을 곁들여 먹는 케이크인 자허토르테 등이 있다. 또한 허브, 감자, 페퍼민트 등을 도넛에 넣어 튀기고 버터 소스 등과 곁들여 먹는 요리 등도 유명하다. 주로 샐러드와 함께 먹는다. 또한 국민적 음악가인 모차르트를 상징으로 하는 모차르트쿠겔 등 단 디저트와 함께 먹는 커피 문화도 굉장히 대중적인데, 오스트리아는 매년 8kg 이상 커피를 섭취하며 1인당 가장 높은 비율의 커피 섭취량을 자랑하고 있다.

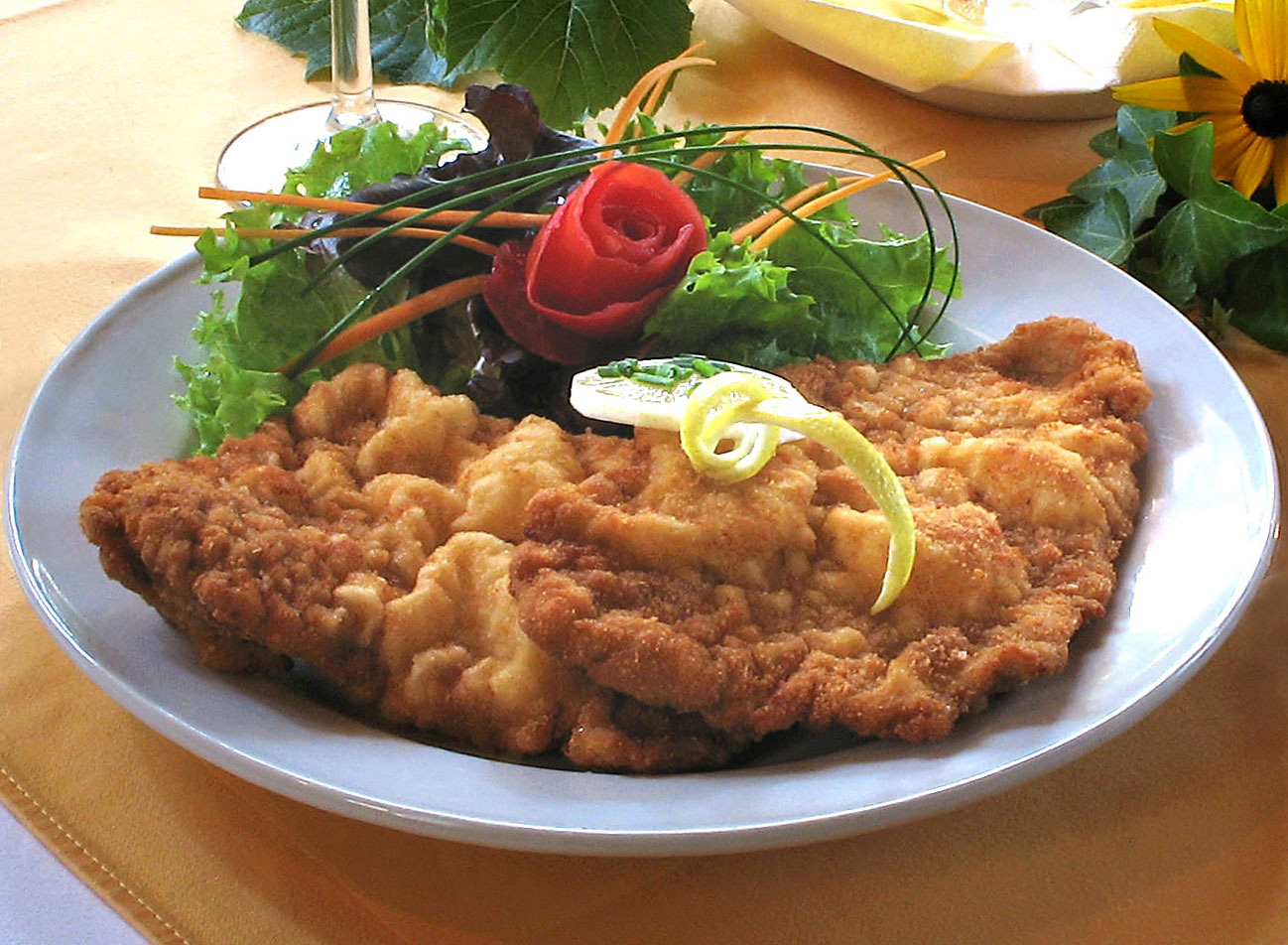
비너 슈니첼

한편 맥주는 0.2리터에서 0.3리터, 혹은 0.5리터 단위로 판매되며, 가장 대표적인 종류의 맥주는 라거 맥주이다. 또한 크리스마스나 부활절 등 공휴일에는 특수한 종류의 맥주들도 다양하게 판매한다. 오스트리아 남부 지방에서 포도주 생산이 매우 유명한데, 특히 백포도주 생산이 매우 유명하다. 또한 슈납스를 즐겨 마시는데, 슈납스는 과일을 발효시켜 만든 과실주로, 알코올 농도가 60% 이상으로 과일을 주로 원료로 하여 만든다. 또한 개인 양조장들이 오스트리아 각지에 소규모로 굉장히 많이 분포되어 있어 주류 생산이 활발하다.
오스트리아 내에서 가장 유명한 음료는 ‘알름두들러’로, 주로 알코올 음료 대신 마시는 가벼운 음료로 취급받는다. 또한 그 외에도 ‘슈페치’라고 하여 코카콜라와 환타 사이의 맛 정도를 내는 음료들도 있다. 또한 세계에서 가장 많이 팔리는 에너지 드링크인 레드불 또한 오스트리아 기업이다.
오스트리아는 라틴, 게르만, 슬라브 음식 문화가 잘 어울려 독특한 음식 문화를 형성하였다. 음식 조리법과 음식에 있어서 가장 다양하고 복합적인 양식을 자랑한다. 비엔나 커피라고 불리는 아인슈페너는 세계적으로 유명한 이 나라의 대표적인 커피이며 고기를 튀겨 만든 슈니쪨과 비엔나 소시지는 이 나라의 대표 음식이다. 이 나라는 빵과 과자가 특히 유명한데, 흔히 프랑스에서 유래된 것으로 오해하는 크루아상과 덴마크에서 유래된 것으로 오해되는 대니시 페이스트리는 오스트리아의 빵이다. 덴마크에서는 대니시 페이스트리를 '비네브뢰드'(빈에서 온 빵)라고 부르며, 프랑스에서는 크루아상을 '비에누아제리'라고 부른다. 이 외에도 브리오슈, 크레프, 브레첼, 팽오 레쟁(건포도 빵), 팽오 쇼콜라(초콜릿 빵) 등은 빈에서 유래하거나 발전했다.

### 스포츠
오스트리아는 알프스산맥과 바로 접하고 있고, 이 때문에 알파인 스키가 국민적으로 굉장히 대중적이다. 또한 관련 스키 산업도 타 국가들에 비해서 압도적으로 발달해 있는 편이다. 그 외에도 스노우보드, 스키점프 등 설산 관련 스포츠도 매우 대중적이다. 스키 스포츠가 매우 발달해 있는 덕분에 프란츠 클라머, 헤르만 마이어, 토니 세일러, 벤자민 라이크, 마리에 쉴트 등 여러 세계적인 스키 선수들을 배출해내기도 하였다. 또한 스키 점프 선수들인 아르민 코글러, 안드레아스 펠더, 에른스트 베토리, 토마스 모르겐슈테른 등이 세계적으로 명성을 날리고 있다. 2012년에는 인스부르크에서 첫 유소년 동계올림픽이 열리기도 했다.
오스트리아에서 유명한 팀 경기는 축구로, 주로 오스트리아 축구연맹에서 주관하고 있다. 또한 1934년 FIFA 월드컵에서 4위, 1954년 FIFA 월드컵에서 3위, 1978년 FIFA 월드컵에서 7위를 차지하는 등 역사적으로도 유럽의 축구 강국이기도 하다. 그러나 최근에는 국제적으로는 그다지 좋은 성적을 보이고 있지 않다. 오스트리아는 스위스와 함께 2008년 유럽 축구 챔피언십을 공동 유치하였으며, 국내 스포츠 리그에는 오스트리아 분데스리가가 있다. 유명한 팀들 중에서는 FK 아우스트리아 빈, FC 레드불 잘츠부르크, SK 슈투름 그라츠 등의 팀들이 있다.
오스트리아는 축구 외에도 하키도 있으며, 야구 분데스리가도 따로 있다. 승마도 유명하며, 빈 경마학교도 세계적으로 명성이 높다. 유명한 포뮬러 원 드라이버로는 니키 라우다 등이 있으며, 라우다는 F1 챔피언십에서 3회 우승했다. 지금까지 페라리와 멕라렌에서 동시에 뛴 유일한 선수이기도 하다. 그 외에도 여러 유명한 포뮬러 원 선수들이 오스트리아 출신이다.

## 같이 보기
- 합스부르크 왕가
- 오스트리아 제국
- 오스트리아-헝가리 제국